# Oratorium

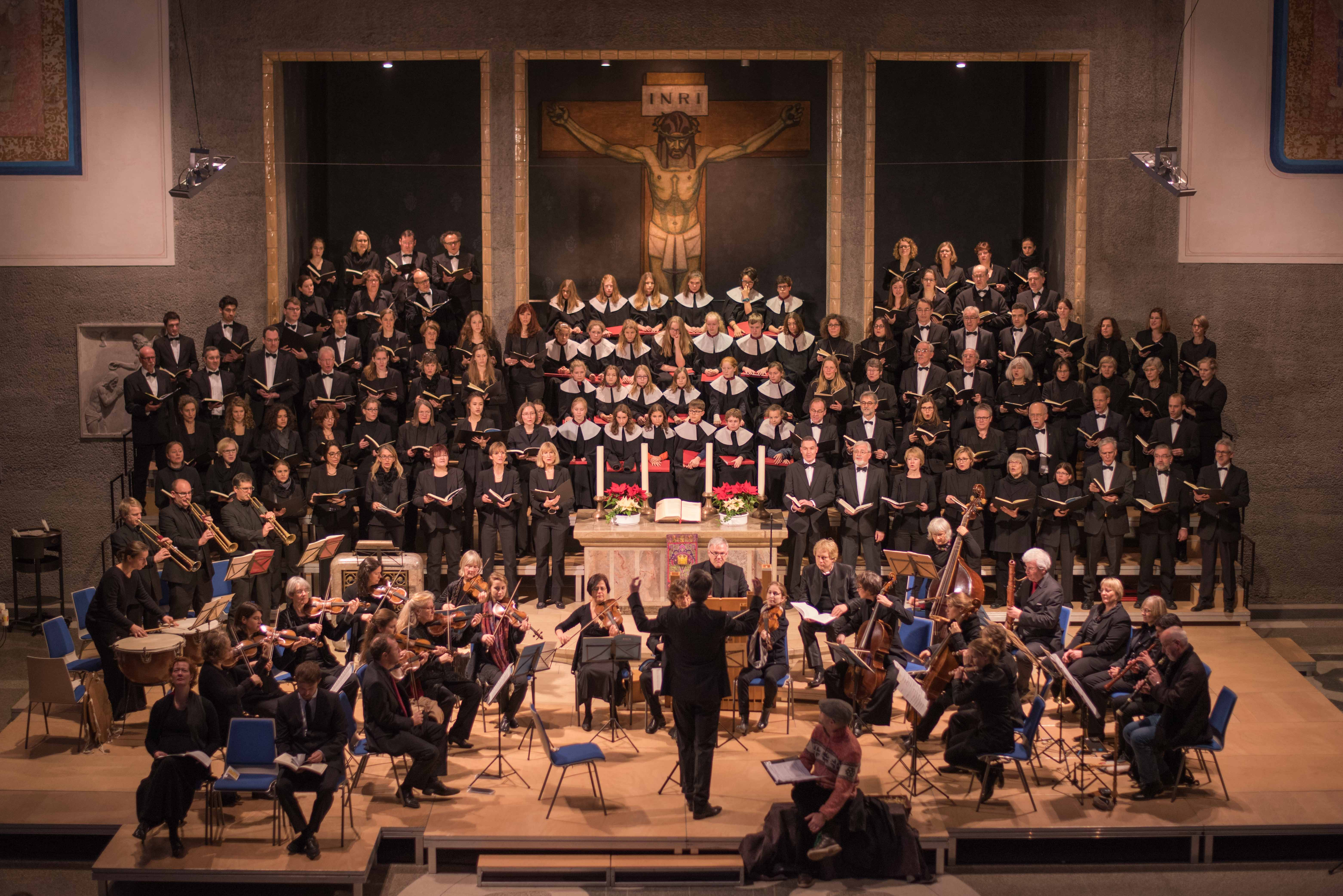
Aufführung von Bachs Weihnachtsoratorium mit Jugendchor, Kantorei und Orchester

Oratorium (kirchenlateinisch oratorium „Bethaus“, von lateinisch orare „beten“) nennt man in der musikalischen Formenlehre die dramatische, mehrteilige Vertonung einer zumeist geistlichen Handlung, verteilt auf mehrere Personen, Chor und Orchester. Es ist eine erzählend-dramatische (also mit Handlungselementen durchsetzte) Komposition.
Der Begriff Oratorium leitet sich vom italienischen „oratorio“ beziehungsweise vom lateinischen „oratorium“ ab, das ursprünglich einen Gebetssaal bezeichnete. Dies deutet auf die Anfänge der Gattung hin, die sich aus nicht-liturgischen musikalischen Andachten im römischen Oratorium entwickelte und ihren Namen von ihrem Entstehungs- und Aufführungsort übernahm.
Im Unterschied zum Italienischen und zum Deutschen wird in anderen Sprachen zwischen dem Gebetssaal und der musikalischen Gattung begrifflich unterschieden: der Gebetssaal heißt beispielsweise auf Englisch „oratory“, auf Französisch „oratoire“, die musikalische Gattung hingegen in beiden Sprachen „oratorio“.

## Abgrenzung zur Oper
Das Oratorium wird im Gegensatz zur Oper ausschließlich konzertant aufgeführt, die Handlung findet also nur in den Texten und in der Musik statt. Ein weiterer grundlegender Unterschied zwischen Oper und Oratorium besteht darin, dass die Oper zum großen Teil weltliche Stoffe zum Inhalt hat, während sich das Oratorium mehr auf geistliche Geschichten konzentriert. Oratorien werden traditionell in kirchlicher Umgebung aufgeführt. In der kirchlichen Fastenzeit wurden in der Regel keine Opern gegeben; in dieser Zeit fand das Oratorium verstärktes öffentliches Interesse. Oratorium und Oper haben sich immer gegenseitig beeinflusst, zum Beispiel in der Einführung der Da-capo-Arie.

## Form
Das frühe Oratorium ist generell zweiteilig, woran sich seine musikalische Herkunft ablesen lässt: In den Andachten Philipp Neris diente die Musik als „Rahmen“ für die Predigt, die zwischen den beiden Teilen erfolgte. Die gesamte Aufführungsdauer liegt bei etwa 40–50 Minuten, die Textlänge bei etwa 350–450 Zeilen.
Der Text ist poetisch geformt, häufig gereimt (mit wechselnder Silbenzahl und Reimstellung). Waren bis in die Mitte des 17. Jahrhunderts erzählende Textpartien, vorgetragen von einem Solisten, dem „Testo“ (von lat. testis=Zeuge), Standard, so setzt sich in der zweiten Hälfte des 17. Jahrhunderts eine dramatische Form des Oratoriums, ohne epische Textanteile, durch. Damit ist die Grundlage gelegt für den jahrhundertewährenden Streit, ob das Oratorium eher als epische, als dramatische oder vielleicht sogar als lyrische Gattung anzusehen sei.
Die Zahl der Interlocutori, der singenden Personen, beträgt üblicherweise drei bis fünf, wobei die Fünfstimmigkeit (SSATB) ein Charakteristikum des italienischen Madrigals, eines der Vorläufer des Oratoriums, ist. Personengruppen, Volksmengen, Turba-Chöre finden sich in frühen Oratorien, im Laufe des 17. Jahrhunderts jedoch immer seltener. Stattdessen schließen sich die Stimmen für betrachtende oder kommentierende Passagen eher zu Ensembles zusammen.
Musikalisch etabliert sich im Oratorium wie in der Oper die Abfolge aus Rezitativen und Arien, die die ursprüngliche kontinuierliche musikalische Gestaltung ablöst. Entscheidend ist die paarige Anordnung: Jeder Arie geht ein Rezitativ in gleicher Besetzung voraus. Die so entstehenden Sinneinheiten entsprechen im weiteren Sinne der Szeneneinteilung in der Oper.
Das deutsche protestantische Oratorium legt einen Bibeltext, in der Regel die Passionsgeschichte (oft in Evangelienharmonie) zugrunde. Die nach ihrem Verfasser Barthold Heinrich Brockes benannte Brockes-Passion blieb dabei für lange Zeit prägend: Den Handlungsleitfaden liefert im Oratorium der Erzähler (Historicus, Testo oder Evangelist). Er stellt die Rahmenhandlung in Rezitativen dem Publikum vor. Worte Jesu und anderer handelnder Personen sind üblicherweise rezitativisch oder als monodische Ariosi mit Streicherbegleitung vertont. Als Beispiel ein kurzer Ausschnitt aus Johann Sebastian Bachs Johannespassion:

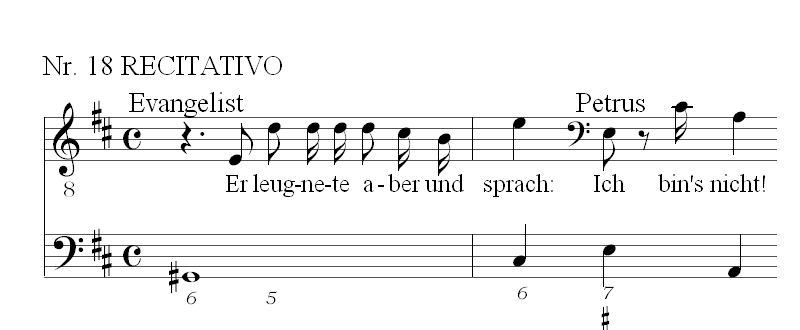

Dazu treten weitere Texte, die vom Chor und den Solisten dargeboten werden, wie madrigalische Dichtungen und geistliche Lyrik, die das Geschehen reflektieren und kommentieren, sowie Choralstrophen. Die lyrischen Textteile werden überwiegend als Da-capo-Arien für Solisten oder Gesangsensembles umgesetzt. Der Chor hat eine dreifache Aufgabe: Er übernimmt die wörtliche Rede von Menschenmengen („Turbaechöre“), als Chorarien vertonte madrigalische Texte sowie – quasi als Stellvertreter der Gemeinde – die Choräle.
Aus dieser textlichen Aufteilung ergibt sich eine spezielle Dramaturgie, die sogenannte Drei-Ebenen-Dramaturgie, die als charakteristisch für das Oratorium gelten darf: Zum epischen Erzählerbericht (1) treten individuelle Gefühlsäußerungen in den Arien (2), sowie kollektive Reflexionen der gläubigen Gemeinde in den Chorälen (3). Auch wenn sich das Oratorium phasenweise immer wieder an der Oper orientiert hat und dramatischer gestalteten Entwürfen aufgeschlossen war (bis hin zu einzelnen szenischen Oratorien), wirkt dieser Gestaltungstypus bis in die heutige Zeit nach.
Die Stoffe für ein Oratorium stammen meistens aus dem Alten oder dem Neuen Testament, der Hagiographie und der christlichen Allegorik. Selbst Figuren der Mythologie (so bei Hans Werner Henze) oder der Weltgeschichte (Martin Luther oder Dietrich Bonhoeffer) sind im Oratorium darstellbar.

## Geschichte

### Vorläufer des Oratoriums und Entstehung
Den Rahmen für die Entstehung des Oratoriums als Gattung bildete das Trienter Konzil 1545–1563, das die Verwendung von Musik im Gottesdienst eng begrenzte (Diese Bestimmungen wurden noch 1917 bestätigt und erst mit der kirchenmusikalischen Neubestimmung des Zweiten Vatikanischen Konzils 1962–1965 aufgehoben). Zugelassen wurden nur Orgelspiel und Gesang, sofern sie nicht „ausschweifend“ und „zum eitlen Ohrenschmaus“ komponiert sind und die Textverständlichkeit gewahrt bleibt.
Als Gegenbewegung zum Trienter Konzil blühten zahlreiche katholische Reformbewegungen auf, die das kirchliche Leben im 16. Jahrhundert prägten, darunter die Kongregation vom Oratorium des heiligen Philipp Neri. In den Gebetsräumen dieser Ordensgemeinschaft, dem sogenannten Oratorium, fanden geistliche Andachten in der Volkssprache (also italienisch) statt, als Ergänzung zu den Gottesdiensten, die in der liturgischen Sprache Latein abgehalten wurden. In den Andachten wechselten sich Gebete, kleinere Predigten und Musikstücke ab. Von besonderer Bedeutung für die musikalische Gestaltung waren die Lauden, mehrstimmige Lobgesänge auf Texte der traditionellen italienischen volkstümlichen geistlichen Lyrik.
Im Jahr 1600 kam ein Werk auf einen Text des Laudendichters Agostino Manni zur szenischen und musikalischen Aufführung, die Rappresentatione di Anima, et di Corpo von Emilio de’ Cavalieri (1550–1602). Er schrieb im damals modernen Stil (anders als die formal einfach gehaltenen Lauden) und wechselte Solo- mit Ensemble- und Chorgesang. Dabei traten zahlreiche allegorische und biblische Personen auf, wie Intellekt, Rat, Schutzengel, Welt, Verdammte Seelen in der Hölle, Glückliche Seelen im Himmel. Dies bedeutete gegenüber den Lauden eine erhebliche Verlebendigung und Intensivierung des Textes. Nachdem dieses Werk von der Musikforschung längere Zeit als Oratorium betrachtet wurde, gilt es heute als die erste geistliche Oper.
Als weitere Vorläufer des Oratoriums gelten die italienischen geistlichen Madrigale in Dialogform, die im 17. Jahrhundert im neuen, konzertierenden Stil entstanden. Ein wichtiger Vertreter ist Claudio Monteverdi, beispielsweise mit Werken aus der Sammlung Selva morale e spirituale.
Ungefähr gleichzeitig mit der Bewegung des hl. Philippo Neri entstand die Congregatio del Santissimo Crocifisso, eine Gemeinschaft von Gläubigen der römischen Oberschicht. Ihre geistlichen Übungen wurden – vielleicht nach dem Vorbild der philippinischen Bewegung – musikalisch aufgelockert, jedoch überwiegend in lateinischer Sprache gestaltet. Besonders reich musikalisch bedacht wurden die Freitage der Fastenzeit sowie Gründonnerstag und Karfreitag. Die Congregatio del Crocifisso hatte viel Geld und engagierte für die Aufführungen gerne Berühmtheiten wie Giovanni Pierluigi da Palestrina oder Emilio de’ Cavalieri. Aufgeführt wurden überwiegend lateinische A-cappella-Motetten, wobei hier dialogische Formen bevorzugt wurden. Anders als bei den italienischen geistlichen Madrigalen handelt es sich bei den Texten jedoch in der Regel um Ausschnitte, „Verdichtungen“ des lateinischen Bibeltextes (Vulgata).
Damit wurden bis in die Mitte des 17. Jahrhunderts die Grundlagen für die Herausbildung des italienischen und des lateinischen Oratoriums gelegt.

### 17. und 18. Jahrhundert: Frühphase

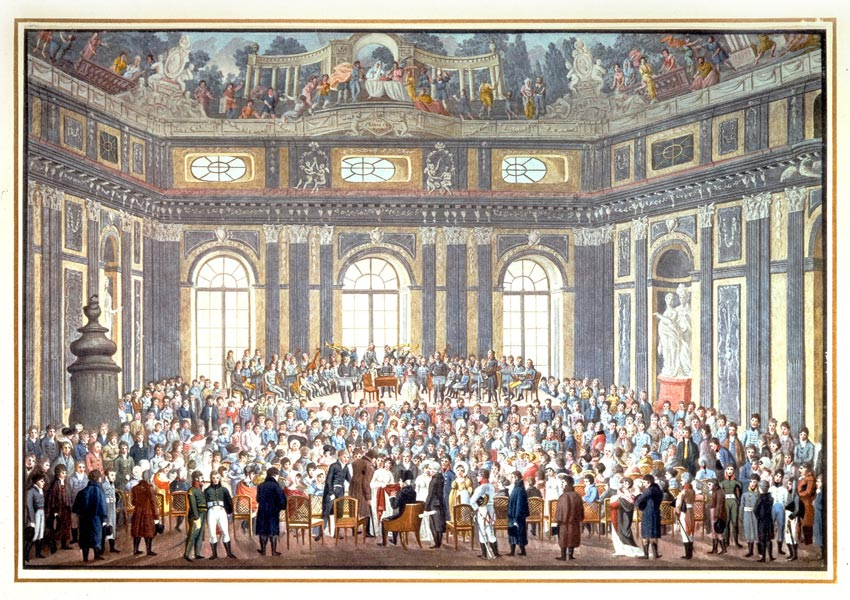
Aufführung des Oratoriums Die Schöpfung im Festsaal der Alten Wiener Universität am 27. März 1808 zu Ehren und in Gegenwart Joseph Haydns

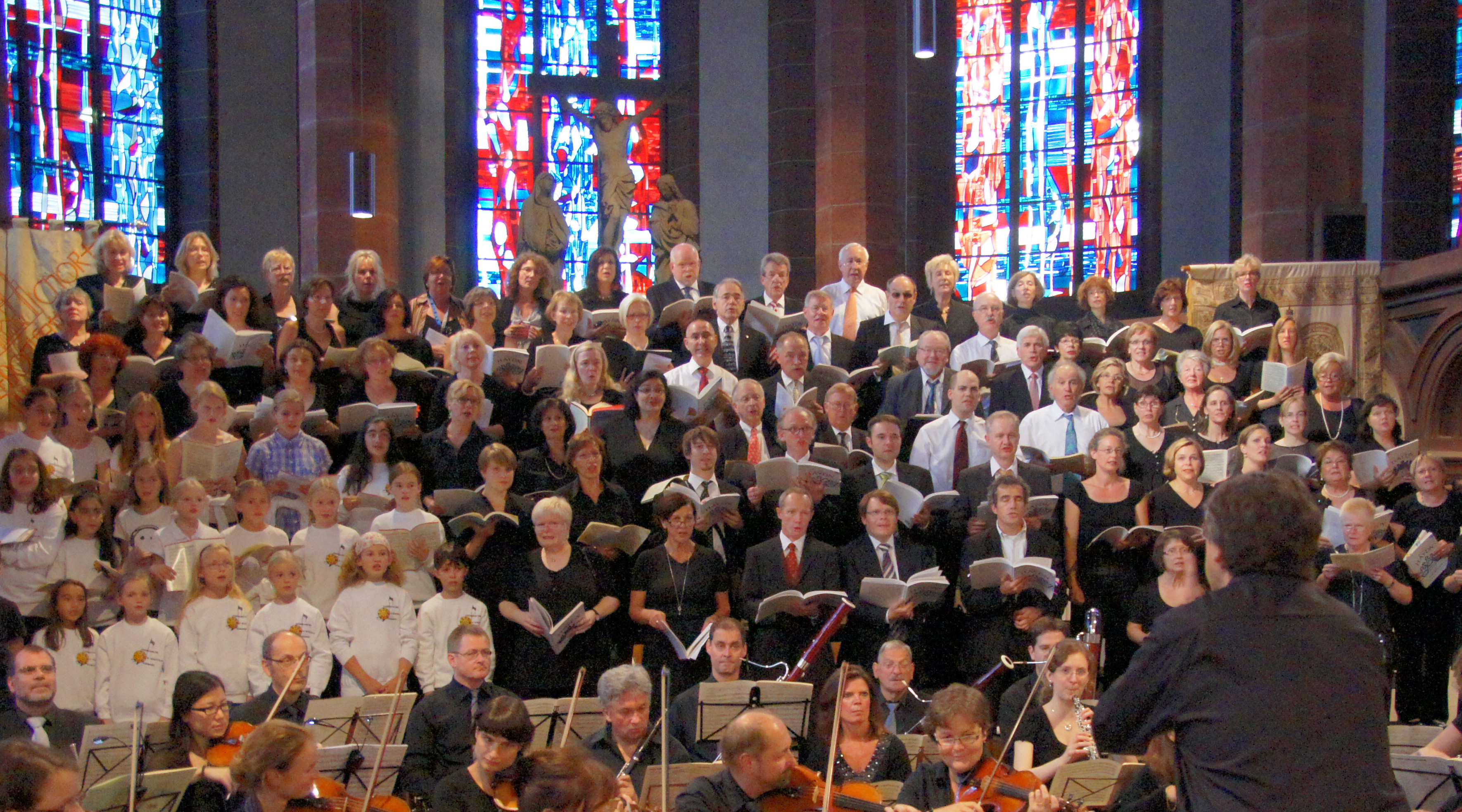
Kinderchor, gemischter Chor und Orchester tragen in einer Kirche 2011 die Schöpfung, das Oratorium von Haydn vor

Um 1640 sind erste musikalische Werke bezeugt, die die Bezeichnung Oratorium tragen. Die erste Verwendung des Begriffs für ein musikalisches Werk findet sich bei dem römischen Komponisten und Schriftsteller Pietro Della Valle, der in einem Brief im Dezember 1640 von einer Aufführung eines Oratoriums für Mariä Lichtmess berichtet, die im Haus des Komponisten stattfand. Andere Werke aus dieser Zeit, die diesem Oratorium ähneln, tragen jedoch häufig noch die Bezeichnung „Dialogo“ oder „Cantata“; die Grenze zwischen diesen Gattungen ist nicht scharf gezogen.

#### Italien
Zu den ersten bekannten italienischen Oratorien gehören Giacomo Carissimis „Daniele“ und ein „Oratorio della Santissima Vergine“ (wahrscheinlich vor 1642 entstanden), ein Auferstehungsoratorium „Oratorio per il giorno di Resurrezione“ von Marco Marazzoli (nach 1636) sowie etliche Werke von Luigi Rossi. Lateinische Oratorien sind etwas später nachgewiesen, ebenfalls von Carissimi sowie von Francesco Foggia und Bonifazio Graziani.
Recht bald weckt das Oratorium das Interesse kirchlicher und weltlicher Würdenträger und etabliert sich schnell als repräsentative musikalische Gattung in allen damaligen musikalischen Zentren Italiens: Rom, Bologna, Modena, Florenz, Venedig, Neapel. Vor allem das in der Gestaltung freiere italienische Oratorium findet Verbreitung; das lateinische ist seltener.
Bedeutende italienische Oratorienkomponisten des 17. Jahrhunderts sind Marco Marazzoli, Domenico Mazzocchi, Pietro Della Valle, Luigi Rossi, Giacomo Carissimi, Francesco Foggia, Alessandro Stradella, Alessandro Scarlatti, Vincenzo de Grandis, Giovanni Carlo Maria Clari, Antonio Caldara, Carlo Francesco Pollaiolo, Tommaso Pagano, Donato Ricchezza und andere.

#### Wien
Mitte des 17. Jahrhunderts gelangt das Oratorium nach Wien: durch zwei Venezianer, die wichtige musikalische Funktionen am Hof bekleideten, Giovanni Priuli (um 1580–1629) und Giovanni Valentini (1582/1583–1644).
In der Folgezeit etablierte sich der spezielle Typ des „Oratorio al Sepolcro del Venerdì Santo“, das in der musikwissenschaftlichen Literatur als „Wiener Sepolcro“ bekannt ist. Die Oratorien aus dem Wien des 17. Jahrhunderts tragen deshalb selten die Bezeichnung „Oratorio“, sondern heißen häufiger Rappresentazione sacra al Sepolcro, Azione sacra oder Componimento sacro al Sepolcro. Charakteristisch für das Wiener Sepolcro ist die szenische Darstellung und zugleich die Einteiligkeit.
Sepolcro ist aufführungspraktisch eine musikdramatische Inszenierung vor dem Heiligen Grab; sie ist die einzige musikalische Gattung, die autochthon auf dem Boden der kaiserlichen Hofmusikkapelle in Wien entstanden ist und zwischen etwa 1640 und 1705 am Karfreitag oder Gründonnerstag auch nur dort gepflegt wurde.
Als Komponisten diese Sepolcro traten zahlreiche Wiener Hofkapellmeister und Opernkomponisten hervor: im 17. Jahrhundert Giovanni Felice Sances, Antonio Draghi und Giovanni Battista Pederzuoli, im 18. Jahrhundert Marc’Antonio Ziani, Johann Joseph Fux, Antonio Caldara und Francesco Bartolomeo Conti. Kaiser Leopold I. hat mehrere Oratorien komponiert. In der zweiten Hälfte des 18. Jahrhunderts treten Georg Christoph Wagenseil, Carl Ditters von Dittersdorf, Antonio Salieri, Wolfgang Amadeus Mozart (La Betulia liberata) und Joseph Haydn (Il ritorno di Tobia) mit italienischen Oratorien hervor.
Die wichtigsten Librettisten des Oratoriums in Wien sind im 17. Jahrhundert der Hofdichter Nicolò Minato als Hauptlibrettist des Sepolcro, im 18. Jahrhundert Pietro Metastasio und Apostolo Zeno. Mit dem Tod Kaiser Karls VI. erlischt die Linie Habsburg in Österreich, und damit endet die glanzvolle Zeit des Wiener Hofes. Mit den musikalischen Aktivitäten kommt die Oratorienproduktion weitgehend zum Erliegen.

#### Frankreich
In Frankreich bewirkten die Hugenottenkriege und der Absolutismus eine nahezu ein Jahrhundert andauernde musikalische Stagnation, die in besonderem Maße die Kirchenmusik betraf. Dies führte dazu, dass die italienische Oper in Frankreich nicht wirklich Fuß fasste und dass sich das Oratorium nicht etablierte. Eine eigenständige französische Oper entstand.
Marc-Antoine Charpentier (um 1643–1704) komponierte über 30 'Oratorios' und 'Histoires sacrées', darunter einige lateinische Oratorien.
Damit war er eine zeit-untypische Ausnahme; diese Werke beeinflussten die weitere musikgeschichtliche Entwicklung kaum.

### Barock

#### Italien
Nach wie vor stellt im 18. Jahrhundert Italien eines der wichtigsten Oratorienzentren dar. Stilistisch machen sich der Übergang vom Generalbasszeitalter zur Wiener Klassik sowie der Siegeszug der neapolitanischen Oper bemerkbar. Letzterer führte dazu, dass die für das Oratorium typische Da-capo-Arie immer häufiger durch andere ariose Formen (wie die Cavatine, Rondo) ersetzt wird. Anzahl und Umfang von Chören, Ensembles und Instrumentalstücken werden größer. Insgesamt zeigt sich jedoch das Oratorium stilistisch konservativer als die Oper; weder finden charakteristische Elemente der Opera buffa Eingang noch die typische motivisch-thematische Arbeitsweise der Klassik. Der überwiegende Teil der überlieferten Werke ist italienisch; lateinische Oratorien machen nur noch eine geringe Zahl aus.
Einen maßgeblichen Anteil an der Entwicklung des italienischen Oratoriums im 18. Jahrhundert haben die sieben Oratorienlibretti Pietro Metastasios, die zwischen 1730 und 1740 entstanden und in den folgenden Jahrzehnten unzählige Male vertont wurden. Sie zeichnen sich aus durch den konsequenten Wechsel zwischen Rezitativ und Arie, wobei die Rezitative in hohem Maße erzählende, reflektierende und moralisierende Passagen enthalten; ein „testo“ als zentrale Erzählinstanz existiert jedoch nicht.
Die meisten Oratorienkomponisten dieser Zeit sind die bei großen kirchlichen Institutionen angestellte Kapellmeister. Zu den bedeutendsten zählen Niccolò Jommelli, Giovanni Battista Casali und Pietro Maria Crispi in Rom, Giovanni Battista Martini in Bologna, Baldassare Galuppi in Venedig und Domenico Cimarosa in Neapel.
Von Giulio Cesare Arresti, der am Übergang vom 17. zum 18. Jahrhundert wirkte, sind drei Oratorien überliefert: „Der Garten Gethsemane“ – L'orto di Getsemani (Bologna, 1661), „Der Abschied Jesu von Maria“ – Licenza di Gesù da Maria (Bologna, 1661) und „Die Hochzeit Rebekkas“ – Lo sposalizio di Rebecca (Bologna, 1675). Es gab allerdings von ihm noch ein viertes Oratorium, das verschollen ist: „Die Enthauptung des heiligen Johannes“ – La decollazione di S Giovanni (Bologna, 1708).

#### Das norddeutsche, protestantische Oratorium

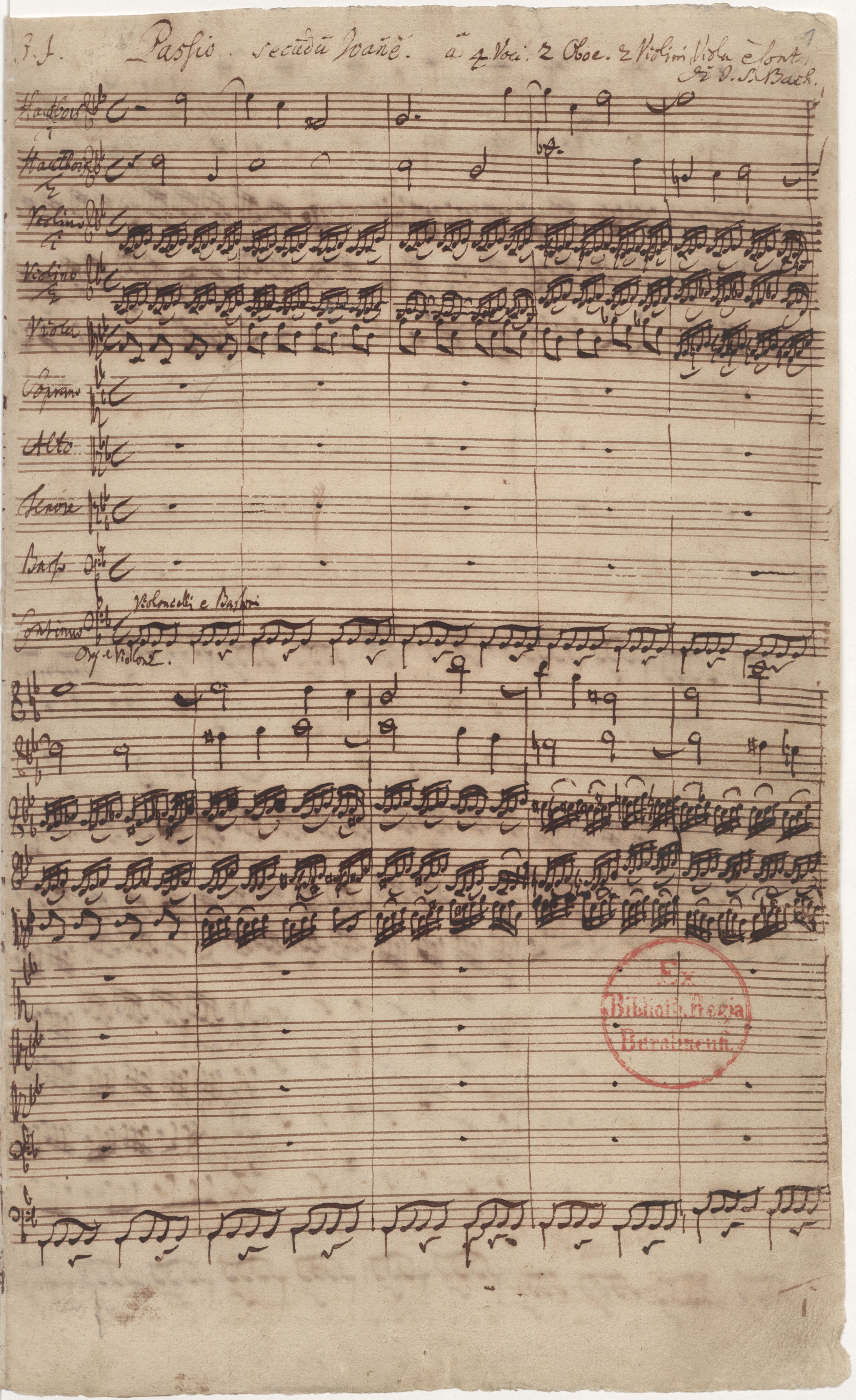
Autograph von Johann Sebastian Bachs Johannespassion, 1723/1724

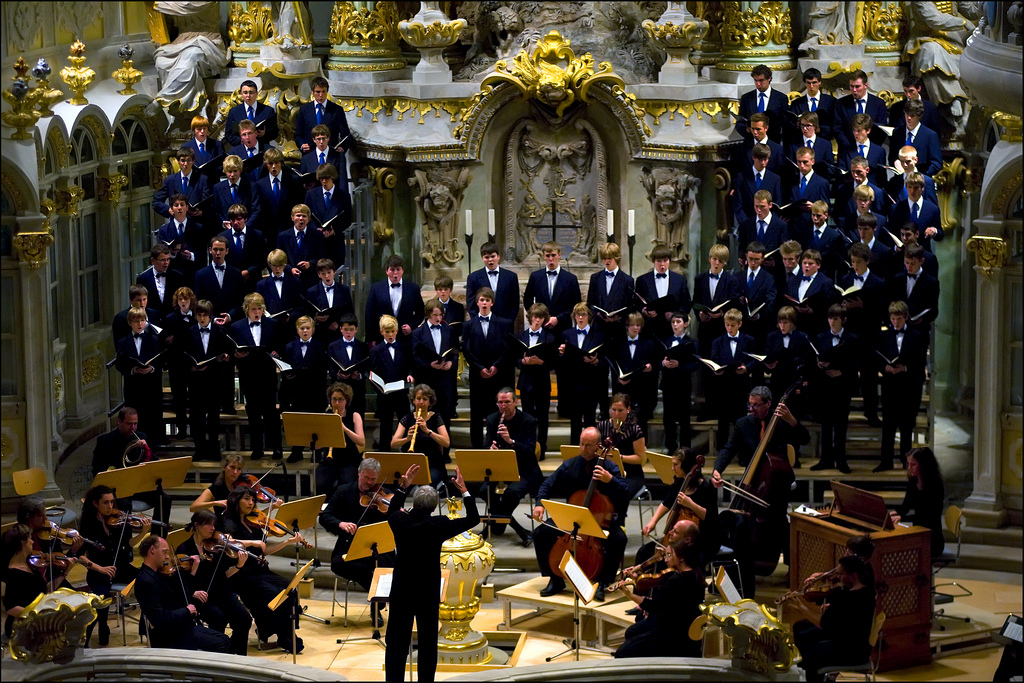
Darbietung eines barocken Oratoriums mit dem Windsbacher Knabenchor und der Akademie für Alte Musik Berlin in der Frauenkirche Dresden

Eine gegenüber Italien eigenständige Entwicklung machte das deutsche, evangelisch geprägte Oratorium. Zu den Vorläufern gehören responsoriale Passionsvertonungen sowie Historien, die sich im 17. Jahrhundert zunehmend nicht mehr auf die Vertonung des Bibeltext beschränkten, sondern textliche und musikalische Einschübe enthielten; auch die Dialoge und kleinen geistlichen Konzerte beispielsweise von Heinrich Schütz spielten eine Rolle.
Zu den wichtigsten Vorläufern des deutschen protestantischen Oratoriums gehören die Kompositionen, die Dietrich Buxtehude für seine Lübecker Abendmusiken schrieb. An fünf Sonntagen im Jahr führte er nach der Nachmittagspredigt eine fünfteilige, inhaltlich zusammenhängende geistliche Komposition auf. Der Text ist aus wörtlichen und paraphrasierten Bibelstellen sowie geistlichen Gedichten und Choralstrophen zusammengesetzt; die musikalische Anlage lässt Anleihen an das italienische Oratorium erkennen.
Als erstes deutsches Oratorium gilt „Der blutige und sterbende Jesus“, vertont von Reinhard Keiser und mit einem Libretto von Christian Friedrich Hunold. Die Uraufführung fand 1704 in Hamburg statt. Die Komposition, deren Text überdauerte, war lange verschollen. Die Leipziger Musikwissenschaftlerin Christine Blanken fand 2007 die Noten in der Staatsbibliothek Berlin. 2010 wurde das wiedergefundene Oratorium in Hunolds Geburtsort Wandersleben erstmals wiederaufgeführt. Gegenüber den responsorialen Passionsvertonungen ist neu, dass der zugrundeliegende Bibeltext nicht wörtlich übernommen, sondern vollständig in Versen nacherzählt ist. Die freie Behandlung des Bibeltextes zog die Kritik der Hamburger Kirchenobrigkeit auf sich, der die vitale Hamburger Oper ein Dorn im Auge war. Weder die Oratorien Keisers noch die Matthesons und Telemanns wurden in Kirchen aufgeführt. Damit verlor das Oratorium seine gottesdienstliche Bindung und entwickelte sich von einer kirchenmusikalischen zu einer konzertanten Gattung.
Von Keisers weiteren Oratorien ist musikgeschichtlich vor allem das Passionsoratorium Der für die Sünde der Welt gemarterte und sterbende Heiland (1712) von Bedeutung. Textgrundlage ist hierbei eine Passionsdichtung aus der Hand des jungen Barthold Heinrich Brockes. Die sogenannte Brockes-Passion wurde in der Folgezeit von zahlreichen bedeutenden Komponisten vertont (Georg Friedrich Händel 1716, Johann Mattheson 1718, Georg Philipp Telemann 1722) und verhalf damit dem Oratorium endgültig in Deutschland zum Durchbruch.
Die Stoffauswahl des deutschen barocken Oratoriums beschränkt sich weitgehend auf Passion und Weihnachten. Von Johann Mattheson (dessen Manuskripte nach dem Zweiten Weltkrieg als Beutekunst nach Jerewan kamen und deshalb erst in den letzten Jahren nach und nach wieder zugänglich wurden) sind nur wenige Oratorien bekannt, die nicht die Passionsgeschichte behandeln, wie Der gegen seine Brüder barmherzige Joseph von 1727; auch Georg Philipp Telemann schrieb nahezu ausschließlich Passionsoratorien. Dafür bringen Telemann und seine Textdichter allegorische Figuren in das Geschehen des Oratoriums ein und beschränken sich nicht auf das biblische Personal.
Außerhalb Hamburgs sind bis 1760 nur wenige Oratorien bekannt. Passionsoratorien sind vor allem von Carl Heinrich Graun in Dresden, Gottfried Heinrich Stölzel in Gotha und Christian Friedrich Rolle in Magdeburg überliefert; kleinere Zentren der Oratorienpflege bildeten zeitweilig Danzig, Schwerin-Ludwigslust, Berlin und Leipzig.
Den Höhepunkt und Abschluss des deutschen protestantischen Passionsoratoriums stellen die Passionen Johann Sebastian Bachs dar (Johannes-Passion BWV 245, 1724; Matthäus-Passion BWV 244, 1727/29 (Frühfassung) bzw. 1736 (endgültige Fassung); Markus-Passion BWV 247, 1731). Bach hatte sich intensiv mit der Hamburger Oratorientradition beschäftigt, was zahlreiche von ihm geleitete Aufführungen von Passionen Reinhard Keisers belegen. Musikalisch wie textlich finden sich in seinen Passionen Anleihen bei Keiser und Telemann, werden von ihm jedoch mit eigenem Ausdruck gefüllt. Anders als bei Brockes dienen Bach die madrigalischen und Choraltexte nicht mehr als Einstimmung auf den Bibeltext, sondern als theologische Deutung; sie wenden sich nicht an einen zu bekehrenden Hörer, sondern an den fromm gebildeten, traditionsbewussten Christen.
Die übrigen Oratorien Bachs – Weihnachtsoratorium BWV 248, Osteroratorium BWV 249, Himmelfahrtsoratorium BWV 11 – heben sich von den Passionen deutlich ab und stehen eher mit seinem Kantatenschaffen in Verbindung. Tatsächlich wurden sie alle ursprünglich als Kantaten komponiert und erst nachträglich bzw. bei Überarbeitungen von Bach als „Oratorium“ betitelt. Ähnlich wie in Bachs übrigen Kantaten steht in diesen Werken weniger der Bibeltext als vielmehr der verwendete Choral im Mittelpunkt.
Zu den bekanntesten noch häufig aufgeführten Oratorien zählen die Oratorien Bachs sowie der Messiah von Händel, dessen weitere Oratorien (Belshazzar, Judas Maccabaeus, Solomon) deutlich weniger präsent sind. Biblische Themen behandeln auch die Oratorien Die Israeliten in der Wüste und Die Auferstehung und Himmelfahrt Jesu des Bachsohns Carl Philipp Emanuel Bach.

#### Katholische Oratorienzentren im deutschen Sprachraum

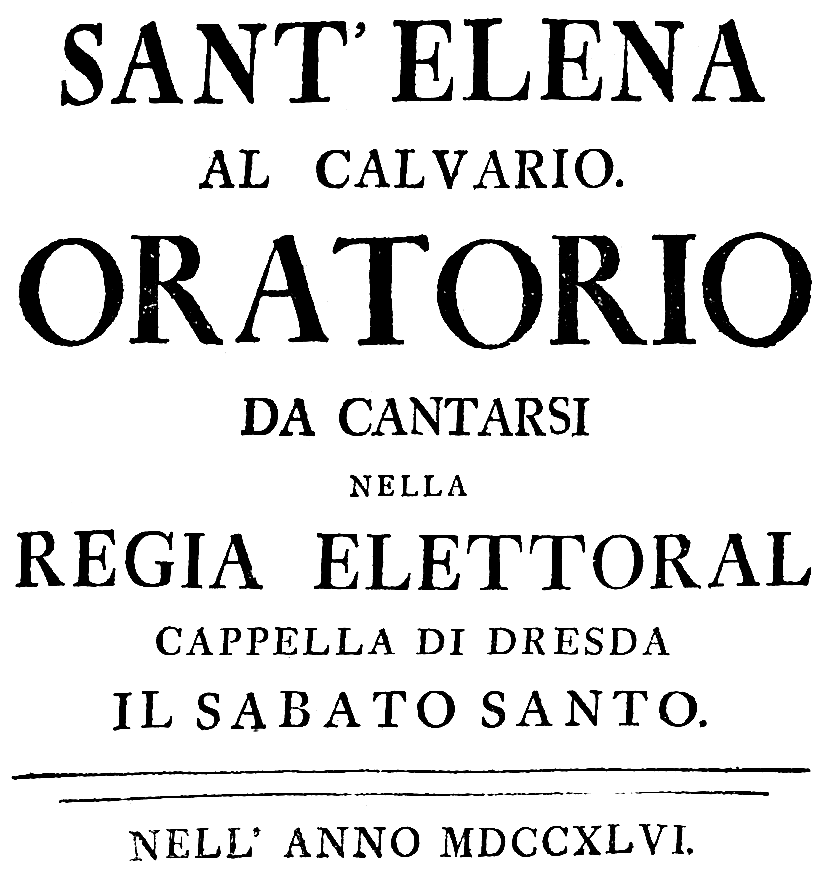
Deckblatt eines Oratoriums von Johann Adolph Hasse aus dem 1746, das in Dresden erschienen ist

Steht im 16. und 17. Jahrhundert Dresden für eine wichtige Stätte evangelischer Kirchenmusik, die mit den Namen Johann Walter, Heinrich Schütz und anderen eng verbunden ist, so ändert sich dies im 18. Jahrhundert mit der Konversion des sächsischen Kurfürsten Friedrich August I. zum Katholizismus. Dresden wird in dieser Zeit nicht nur architektonisch, sondern auch musikalisch Hochburg des italienischen Barocks in Deutschland. Am Heiligen Grab, das in den 1720er Jahren nach Wiener Vorbild in der Dresdner Hofkirche errichtet wurde, wurden jährlich am Karsamstag, zeitweise am Karfreitag, Passionsmusiken und Oratorien aufgeführt. Auf diese Weise wird das italienische Oratorium als Fortsetzung des Wiener Sepolcro in Deutschland heimisch.
Die wichtigsten Dresdner Oratorienkomponisten sind Johann David Heinichen, Jan Dismas Zelenka, Johann Adolf Hasse und Johann Gottlieb Naumann.
Daneben liegen die wichtigsten Entstehungsstätten katholisch geprägter deutschsprachiger Oratorien vor allem auf österreichisch-habsburgischem Gebiet. Die wichtigsten Komponisten sind hier Gregor Joseph Werner als Kapellmeister in Eisenstadt, Johann Georg Albrechtsberger, Organist am Stift Melk sowie in Salzburg Leopold Mozart und Johann Ernst Eberlin. Wolfgang Amadeus Mozart, Johann Michael Haydn und Anton Cajetan Adlgasser haben Beiträge zum katholischen Oratorium geleistet (Mitwirkung an der Komposition des Oratoriums Die Schuldigkeit des ersten Gebots).
In Wien beginnt sich seit den 1770er Jahren das deutschsprachige anstelle des italienischen Oratoriums durchzusetzen, bleibt jedoch insgesamt zahlenmäßig gering. Das entstehende kulturelle Umfeld mit der bürgerlichen Tonkünstler-Societät und dem unermüdlichen Einsatz des Barons Gottfried van Swieten für die Werke Johann Sebastian Bachs, Georg Friedrich Händels und Carl Philipp Emanuel Bachs bilden jedoch die Entstehungsgrundlage für die großen Oratorien Joseph Haydns (Die Schöpfung, Die Jahreszeiten) an der Schwelle zum 19. Jahrhundert.
In Würzburg, aber zuletzt auch in Kassel, wirkte Fortunato Chelleri, der das zweiteilige Oratorium Beatæ Mariæ Virginis schuf (Würzburg, 1723).

#### England

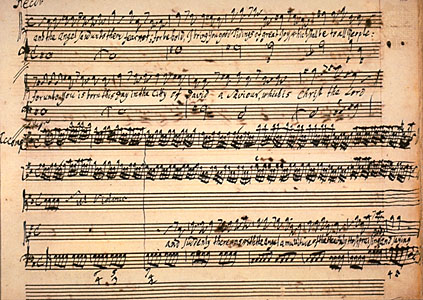
Georg Friedrich Händels Oratorium Messias in der Handschrift des Komponisten

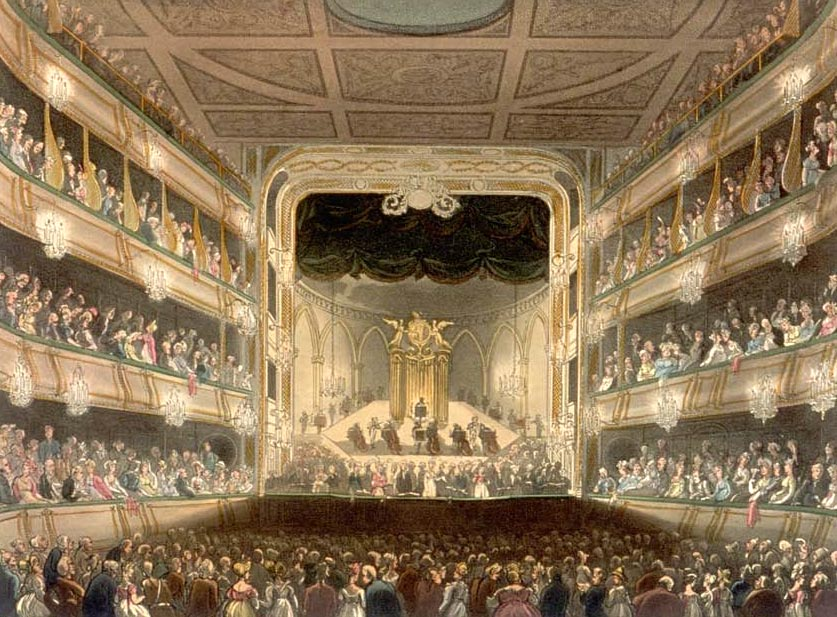
Ein bedeutender Aufführungsort nicht nur von Opern, sondern auch von Oratorien war im England des 18. Jahrhunderts in London das Covent Garden Theatre

Das englische Oratorium wird im 18. Jahrhundert wie auch die Musikgeschichte des Landes allgemein von der Person Georg Friedrich Händels geprägt und dominiert. Aufgrund der Distanzierung der englischen Kirche vom Katholizismus gibt es vor Händel kein Oratorium in England. Erst die Phase religiöser Toleranz unter König Georg II. schuf die gesellschaftlichen Voraussetzungen für den Erfolg der Oratorien Händels.
Händel selbst komponierte in jungen Jahren zwei italienische Oratorien (Il trionfo del Tempo e del Disinganno, 1707; La Resurrezione, 1708) und ein Passionsoratorium nach Barthold Heinrich Brockes; diese Werke treten aber hinter seinem englischen Oratorienschaffen quantitativ wie qualitativ deutlich zurück. Das erste Mal verwendet Händel die Gattungsbezeichnung „Oratorio“ für ein englisches Werk im Jahr 1732, als er seine beiden Bühnenwerke Acis and Galatea und Esther (beide wahrscheinlich 1718 entstanden) bearbeitet und konzertant aufführt. Zu diesem Zeitpunkt hat Händel bereits 20 Jahre als Opernkomponist in London hinter sich. Dennoch stellen seine Oratorien nicht einfach die Fortsetzung seines Opernwerks dar, sondern weisen erhebliche Unterschiede auf. Neben der Verwendung der englischen Sprache betrifft dies vor allem die Art des Gesangs, der nicht mehr auf die italienischen Stimmvirtuosen ausgelegt ist, wie es in den Opern der Fall ist. Stattdessen entwickelt Händel einen speziellen englischen oratorientypischen Tonfall und weist in vielen Oratorien dem Chor eine erhebliche Rolle zu, die am deutlichsten in Messiah und Israel in Egypt zum Tragen kommt. Eine Besonderheit des händelschen Oratoriums, das es von den Werken auf dem Festland unterscheidet, ist seine Dreiteiligkeit. Diese ist tatsächlich dem Einfluss der Oper, die grundsätzlich aus drei Akten bestand, geschuldet. Die Sujets entstammen mehrheitlich dem Alten Testament, welches im englischen Puritanismus überaus beliebt war. So finden sich in Händels Schaffen u. a. die Oratorien Deborah, Saul, Joseph and his Brethren, Joshua, Solomon oder Jephtha. Dabei griffen Händels Textdichter jedoch häufig nicht direkt auf die Bibel zurück, sondern auf literarische Bearbeitungen: für Samson beispielsweise bearbeitete der Librettist Newburgh Hamilton das biblische Drama Samson Agonistes von John Milton.
Der Erfolg des Oratoriums in England hängt nicht zuletzt mit dem zunehmenden Selbstbewusstsein der erstarkenden bürgerlichen Mittelschicht zusammen. Diese wandte sich von der als aristokratisch empfundenen italienischen Oper ab und dem Oratorium, das nicht als kirchliche, sondern als zwar geistliche, aber doch theatralisch-konzertante Gattung angesehen wird, zu.
In der Nachfolge Händels entstehen überall in England große Musikfeste, die nicht nur für die Pflege seines Werkes, sondern auch für die weitere Entwicklung des Oratoriums eine wichtige Rolle spielten. Daran beteiligt waren große Chorgemeinschaften, in denen sich das Bürgertum versammelte und seinen kulturellen Anspruch gesellschaftlich verdeutlichte. Schon Mitte des 18. Jahrhunderts gehörten Händels Oratorien zum festen Repertoire der Musikfeste in englischen Städten; eine besondere Rolle spielten die Aufführungen des Messiah, die – nach dem Vorbild der von Händel selbst organisierten und geleiteten Aufführungen – meist karitativen Zwecken dienten.
Die Dominanz Händels und seiner Werke bewirkte, dass über Jahrzehnte nur wenige Oratorien anderer Komponisten (zum Beispiel John Stanley und John Christopher Smith) entstanden. In diesen Werken lässt sich ein mehr oder weniger deutlicher Einfluss Händels ausmachen, so dass sie Randerscheinungen blieben.

### Vorklassik und Klassik

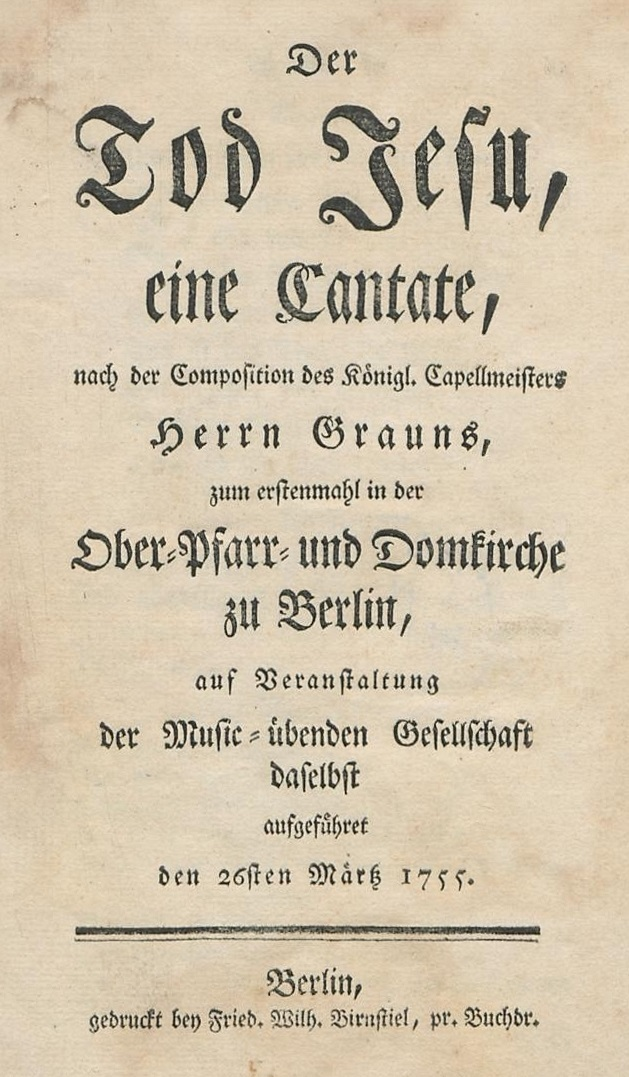
Dieses Libretto von Karl Wilhelm Ramler diente mehreren Komponisten als Grundlage für ein Passionsoratorium; dazu gehören Carl Heinrich Graun, Georg Philipp Telemann und Joseph Martin Kraus

Während Bachs Passionen die barocke Oratorientradition mit einem letzten Höhepunkt abschließen, zeigt sich in einem anderen beliebten Werk der damaligen Zeit ein Oratorientypus, der in der Folgezeit vorherrschend werden sollte: in Carl Heinrich Grauns Vertonung eines Passionslibrettos von Karl Wilhelm Ramler, Der Tod Jesu (1755; später ebenfalls vertont von Georg Philipp Telemann und von Joseph Martin Kraus). Später folgen zwei weitere Oratorienlibretti Ramlers: Die Hirten bei der Krippe zu Bethlehem (1758; vertont u. a. von Johann Friedrich Agricola) und Die Auferstehung und Himmelfahrt Jesu (1760; vertont u. a. von Georg Philipp Telemann und Carl Philipp Emanuel Bach). Literarhistorisch und ästhetisch gehören diese Oratorien in den Umkreis der (vorklassischen) Empfindsamkeit, auch wenn sich – anders als kurze Zeit später bei Georg Friedrich Händels Messias – direkte Einflüsse Klopstocks nicht finden. Grauns Tod Jesu hatte bei seinem Erscheinen überaus großen Erfolg und wurde häufig aufgeführt; in Berlin sogar fast jährlich bis 1858 und noch einmal von 1866 bis 1884.
Textlich wie musikalisch markiert Grauns Werk einen neuen Oratorienstil. Die Unmittelbarkeit des biblischen Geschehens wird von Betrachtung und Reflexion des Bibeltextes abgelöst. Dies zeigt sich nicht zuletzt daran, dass wörtliche Rede handelnder Personen nicht mehr durch einzelne Solisten besetzt, sondern in die Erzählung als Zitat eingebunden wird. Die Betrachtung ist durch die Anschauungen der protestantischen theologischen Aufklärung geprägt, die Jesus als vorbildlichen Weisen ansieht und aus seinem Handeln einen tugendhaften Lebenswandel ableitet, der zur „Unsterblichkeit der Seele“ führen soll. Musikalisch nehmen galante, „vorklassische“ Stilelemente überhand: kontrastreiche Dynamik, symmetrische Melodik und eine Vorliebe für Terz- und Sextparallelen.
Zum Zeitalter der Klassik und der entsprechenden Tonsprache leitet Die Schöpfung von Joseph Haydn hinüber, die ein großartiger Erfolg für den Komponisten wurde.
Das Oratorium in der Wiener Klassik wird bestimmt von den wenigen Oratorien Joseph Haydns (Die Schöpfung, Die Jahreszeiten, Die sieben letzten Worte unseres Erlösers am Kreuze, Il ritorno di Tobia) und Ludwig van Beethovens (Passionsoratorium Christus am Ölberge). Alle fünf stellen individuelle Auseinandersetzungen mit der Gattungstradition dar, die jedoch ohne direkte Nachfolger blieben. Bei Haydn ist vor allem die Bedeutung des Chores, die sich so bis dahin allenfalls bei Händel findet, sowie die Aufhebung der Kopplung von Rezitativ und nachfolgender Arie auffällig. Beethoven betritt mit der musikalischen Gestaltung der Christusfigur neue Wege: Christus erscheint als nahezu opernhaft agierende Person, wenig entrückt, sondern sehr handfest. Dies hat Beethoven, trotz des unmittelbaren Erfolgs seines Oratoriums, starke Kritik eingebracht.
Das bekannteste weltliche Oratorium dürfte Die Jahreszeiten von Joseph Haydn sein.
Am Übergang zur Romantik entstand 1810 das ernste Oratorium Die vier letzten Dinge von Joseph Leopold Eybler. Felix Mendelssohn Bartholdys Paulus und Elias hingegen leiten eindeutig die Epoche des romantischen Oratoriums ein. Gleichfalls an diesem Übergang zur Romantik stehen die Werke von Ferdinand Ries, der zwei geistliche Oratorien schuf: Der Sieg des Glaubens, Oratorium in zwei Abteilungen für Soli, Chor und Orchester op. 157 (1829) und Die Könige in Israel, Oratorium in zwei Abteilungen für Soli, Chor und Orchester op. 186 (1836/37).

### Romantik

#### Deutscher Sprachraum

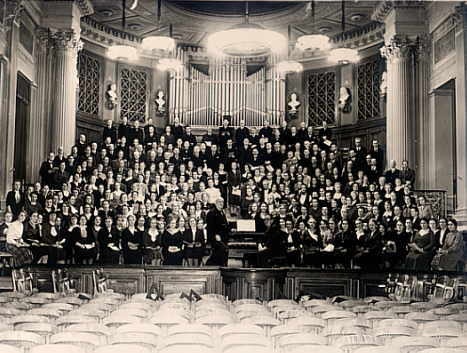
Die Sing-Akademie zu Berlin wurde im 19. Jahrhundert neben anderen Singakademien zu einem wichtigen Ort der bürgerlichen Oratorienpflege in Deutschland

Aufgrund der Napoleonischen Kriege stagniert das kulturelle Leben in Europa zu Beginn des 19. Jahrhunderts. In der Folgezeit entwickelt sich Deutschland zum führenden kulturellen Zentrum der Oratorienpflege.
Ausgehend von den Werken der Wiener Klassik vollzieht das Oratorium im 19. Jahrhundert endgültig den Schritt aus dem kirchlichen Raum in die Welt des bürgerlichen Konzertwesens. Die ohnehin schon schwach gewordene konfessionelle Bindung schwindet damit völlig, ebenso wie sich regionale Ausprägungen zunehmend verwischen. Das Oratorium wird als geistliches Gegenstück zur Sinfonie angesehen, was seine „Verweltlichung“ ebenso fördert wie die Restaurationsbestrebungen innerhalb der Kirchenmusik, die sich auf Palestrina und das A-cappella-Ideal berufen.
In dem Maße, wie die Bedeutung der Höfe und kirchlichen Zentren für die Oratorienpflege schwand, nahm die Bedeutung der großen Musikfeste und der bürgerlichen Musikvereinigungen und Singakademien zu. Die bedeutendsten sind die Tonkünstler-Societät in Wien, die Musikalische Akademie in München und die Sing-Akademie zu Berlin. Um den Vorlieben dieser Konzerte, in denen häufig Dilettanten und Profis gemeinsam musizierten, entgegenzukommen, steigt der Anteil und die Differenzierung der Chöre in den Oratorien des 19. Jahrhunderts weiter an. Friedrich Schneider, dessen Oratorien in der ersten Hälfte des 19. Jahrhunderts zu den beliebtesten zählten, besetzt diverse Nummern mit unterschiedlich besetzten Ensembles, die er dem großen Chor entnimmt – ein Konzept, das sich auch bei Felix Mendelssohn Bartholdy findet. Händels Chöre hatten dabei großen Einfluss auf die Gestaltung der Chorpartien.
Zu den wichtigsten Oratorienkomponisten des 19. Jahrhunderts zählen: Friedrich Schneider (Das Weltgericht, 1819; Gethsemane und Golgatha, 1838), Carl Loewe (Gutenberg, 1837; Das Sühnopfer des neuen Bundes, 1847), Franz Schubert (Lazarus, 1820), Felix Mendelssohn Bartholdy (Paulus, 1836; Elias, 1846; Christus, 1847), Robert Schumann (Das Paradies und die Peri, 1843; Der Rose Pilgerfahrt, 1851, sowie die der Gattung zumindest nahestehenden Szenen aus Goethes Faust, 1853), Franz Liszt (Die Legende von der heiligen Elisabeth, 1865; Christus, 1873), Louis Spohr (Die letzten Dinge, 1826; Des Heilands letzte Stunden, 1835), Friedrich Kiel (Christus, 1870).
Biblische Stoffe, gerade des Alten Testaments, spielten während des gesamten 19. Jahrhunderts eine große Rolle: Franz Lachner stellte die Figur des Moses in den Mittelpunkt eines Oratoriums (op. 45, 1833). Carl Reinecke steuerte mit Belsazar (op. 73) ein Oratorium nach dem biblischen Buch Daniel bei. Noch im Geist der deutschen Romantik, aber schon im 20. Jahrhundert, ist Georg Schumann mit seinem biblischen Oratorium Ruth (op. 50, 1908) angesiedelt. Ferdinand von Hiller behandelt in einem Oratorium den bibelgeschichtlichen Akt des Untergangs von Jerusalem. Das Werk heißt Die Zerstörung Jerusalems. Albert Becker schuf 1890 ein Kirchenoratorium Selig aus Gnade op. 61.
Im Umkreis der Sing-Akademie zu Berlin entstanden ebenfalls Oratorien. Der Leiter der Akademie, Eduard Grell, schuf das Oratorium Die Israeliten in der Wüste, der Sänger und Musikwissenschaftler Heinrich Bellermann schrieb Christus der Erretter. Von Georg Valentin Röder stammen die beiden Oratorien Caecilia oder Die Feier der Tonkunst (Text: Christoph von Schmid) und Messiade (Text: Karl Wilhelm Ramler), die Premiere war 1822. Diese Werke fallen in die Frühphase des Cäcilianismus, einer kirchenmusikalischen Restaurationsbewegung. Max Bruch, stark in der Tradition Felix Mendelssohns stehend, schuf neben dem geistlichen Oratorium Moses (1893/94) mehrere weltliche Oratorien, darunter den seinerzeit sehr erfolgreichen Odysseus (1872) und Die Glocke nach Friedrich Schiller (1879). Als Gipfel der Oratorienkomposition der deutschen Romantik kann die Tetralogie Christus von Felix Draeseke gelten. Wie das gleichnamige Liszt-Werk zeigt sie Parallelen zu Richard Wagner, diesmal allerdings zum Ring des Nibelungen.
Mit Luise Adolpha Le Beaus Ruth (1882) und Hadumoth (1893) finden sich zwei Werke einer weiblichen Künstlerin im Kanon romantischer Oratorien.

#### Frankreich
Aufgrund des französischen Zentralismus spielt sich das musikalische Leben Frankreichs überwiegend in Paris ab. Aufgrund der übermächtigen Wirkung der Oper im öffentlichen kulturellen Leben tritt als einziger Oratorienkomponist in der ersten Jahrhunderthälfte Jean-François Le Sueur in Erscheinung. Er verwendet den Begriff Oratorium in sehr individueller, unsystematischer Weise. Seine Werke, nicht nur die gattungsgeschichtlich einzigartigen „Krönungsoratorien“, repräsentieren die zu diesem Zeitpunkt bereits fast verstummte katholisch-italienische Oratorientradition. Sie stehen in der Gattungsgeschichte isoliert dar und sind ohne Einfluss auf spätere Komponisten, selbst auf seinen Schüler Hector Berlioz, geblieben. Doch auch das übrige europäische Oratorium findet in Frankreich kaum Anklang; einzig Beethovens Christus am Ölberge findet Eingang ins Konzertrepertoire.
Im weiteren Verlauf des 19. Jahrhunderts finden sich Oratorien an den Grenzen zu großen symphonischen Gattungen. Wenige Komponisten verwenden noch eindeutige Gattungszuweisungen, zumal die kirchliche Bindung denkbar gering ist. Gleichberechtigt mit großen Konzertoratorien erscheinen als „Symphonie dramatique“ oder „Mystère“ bezeichnete Werke; Erstere eher mit weltlichem, Letztere mit geistlichem Text.
Erst im letzten Drittel des 19. Jahrhunderts entstehen in Frankreich Konzertgesellschaften nach dem Vorbild der Singakademien und setzt eine Rezeption klassischer und zeitgenössischer Vorbilder ein. Dies führt zu einer Belebung des französischen Oratorienschaffens, das einen besonderen Schwerpunkt bei der Behandlung der Weihnachtsgeschichte erkennen lässt.
Die wichtigsten Komponisten und Werke: Hector Berlioz (La damnation de Faust, 1846; L’enfance du Christ, 1854), Félicien David (Moise au Sinai, 1846; Eden, 1848), Charles Gounod (Tobie, 1854; Les sept paroles de Notre Seigneur Jésus-Christ sur la croix, 1855; La rédemption, 1882; Mors et vita, 1885; Saint Francois d'Assise, 1891), Camille Saint-Saëns (Oratorio de Noël, 1858; Le Déluge, 1876; La Terre Promise, 1913), César Franck (Ruth, 1846; Rédemption, 1874; Les béatitudes, 1879), Jules Massenet (Marie-Magdeleine, 1873; Ève, 1875; La Vierge, 1880; La Terre Promise, 1900), Gabriel Pierné (La nuit de Noël, 1895; La croisade des enfants, 1902; Les enfants à Bethléem, 1907) und Henri Rabaud (Job, 1900).
Im 20. Jahrhundert greift in Frankreich neben Olivier Messiaen (La transfiguration de Notre-Seigneur Jésus-Christ) unter anderem Jeanne Marie-Madeleine Demessieux mit dem Oratorium Chanson de Roland für Chor, Mezzosopran und Orchester die Gattung neu auf (komponiert 1951–1956, bislang unveröffentlicht).

#### Belgien
Ein reiches Oratorienschaffen legte im 19. Jahrhundert Peter Benoit vor mit den vier Werken: Lucifer (1865), Die Schelde (De Schelde, 1868), Der Krieg (De Oorlog, 1873) und zuletzt 1889 Der Rhein (De Rijn). Auf geistlichem Gebiet ist Edgar Tinel mit einem Oratorium Franciscus (op. 36, 1890) zu nennen, dem zwei Jahre später, 1892, Paul Gilson mit dem Dramatischen Oratorium Francesca da Rimini nach einer Vorlage von Dante folgte.

#### England

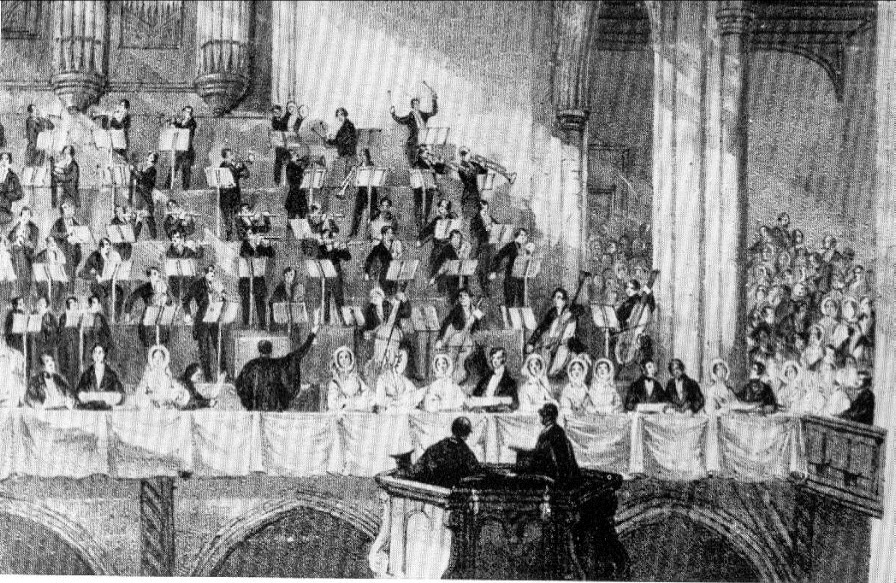
Oratorium in der Cambridge University, Church of St. Mary the Great, 1842

Da England nicht unmittelbar von den Napoleonischen Kriegen betroffen war, findet sich hier eine für diese Zeit einzigartige kulturelle Kontinuität, die bewirkte, dass das Oratorium bis zur Jahrhundertwende als Inbegriff des Erhabenen eine besondere Wertschätzung erfuhr. Wie in Deutschland spielten für die Oratorienpflege die großen Musikfeste (Three Choirs Festival in Worcester, Gloucester und Hereford, und das Musikfest in Birmingham) sowie die von Laien getragenen Choral Societies eine wichtige Rolle.
Die Oratorienproduktion ist in der ersten Hälfte des Jahrhunderts vom übermächtigen Vorbild Georg Friedrich Händels, vor allem seines Messiah, geprägt. Ab der Jahrhundertmitte dienen Felix Mendelssohn Bartholdys Elias sowie die erst spät wiederaufgeführten Passionen Johann Sebastian Bachs als nahezu ebenso wirkungsmächtige Vorbilder. Erst im letzten Drittel des Jahrhunderts öffnet sich England einem zunehmenden gegenseitigen musikalischen Austausch von Einflüssen mit anderen Ländern, was zuvor durch die einzigartige konfessionelle Homogenität und religiöses Gattungsbewusstsein gebremst worden war. Eigene, neue Wege gehen erst die Komponisten der New English School, die nach einer Erneuerung der nationalen Tonsprache streben.
Die wichtigsten Komponisten und Werke:
William Crotch komponierte drei Oratorien: Den Stoff The Captivity of Judah vertonte er zweimal, und 1812 schrieb er mit Palestine das erste englische Oratorium seit mehr als vierzig Jahren.
Weiter sind zu nennen George Frederick Perry (Hezekiah), George Alexander Macfarren, Arthur Sullivan (The Prodigal Son, The Light of the World, The Martyr of Antioch), Alexander Mackenzie (The Rose of Sharon, Bethlehem), Charles Villiers Stanford (The Three Holy Children, Eden), Hubert Parry (Judith, Job, King Saul), Edward Elgar (The Light of Life, The Dream of Gerontius, The Apostles, The Kingdom), Charles Edward Horsley (Gideon, David, Joseph), Henry David Leslie (Judith, Immanuel), John Stainer (Gideon, The Daughter of Jairus, St. Mary Magdalan, The Crucifixion).

#### Italien
Giuseppe Martucci schuf 1881 das biblische Oratorium Samuel. Lorenzo Perosi schuf 1898 das biblische Oratorium La risurrezione di Cristo.

#### Schweden
Friedrich Haeffner wurde in Schweden bekannt durch sein Oratorium Försonaren på Golgatha (Der Erlöser auf Golgatha), ein Werk, das 1809 entstand. Andreas Hallén wurde bekannt durch sein Ett juloratorium (1904).

#### Polen
Feliks Nowowiejski wurde bekannt durch sein Oratorium Quo vadis nach Henryk Sienkiewicz Roman (1903).

### 20. Jahrhundert

#### Beginn des Jahrhunderts
Das 20. Jahrhundert kennt eine Vielzahl von Oratorienformen. Eine generelle Richtlinie ist nicht festzustellen, stattdessen zeichnen sich viele verschiedene Lösungen ab. Arthur Honegger schloss 1921 sein Oratorium Le Roi David ab, Igor Strawinsky entwickelte mit Oedipus Rex (1927) eine Zwischenform von Oper und Oratorium – das Werk kann, muss aber nicht, zwingend szenisch aufgeführt werden. Arnold Schönberg steuerte mit Die Jakobsleiter (1917–1922, unvollendet) seinen Beitrag zur Gattung bei. Gerhard von Keußler vollendete zwischen 1917 und 1924 seine drei geistlichen Oratorien Jesus aus Nazareth, Die Mutter und Zebaoth, denen 1926 noch ein weltliches, In jungen Tagen, folgte. Hermann Suters bedeutendstes Werk ist sein 1923 entstandenes spätromantische Oratorium Le Laudi di San Francesco d’Assisi, das 1924 in Basel zur Aufführung gelangte. Paul Hindemith brachte 1931 sein Oratorium Das Unaufhörliche zur Uraufführung. Die geprägte Untergattung Weihnachtsoratorium taucht in dieser Zeit mit einem Werk von Richard Wetz im 20. Jahrhundert auf: Ein Weihnachtsoratorium auf alt-deutsche Gedichte op. 53 ist dessen umfangreichstes chorsinfonisches Werk, entstanden zwischen 1927 und 1929. Der Titel Weihnachtsoratorium taucht als Opus 17 (1930/31) auch bei einem Werk des nachmaligen Thomaskantors Kurt Thomas auf. Später folgt bei ihm das Oratorium Saat und Ernte (op. 36).
Werner Egk schuf während seiner Zeit beim Bayerischen Rundfunk 1931 sein Oratorium Furchtlosigkeit und Wohlwollen für Tenor, gemischten Chor und Orchester. Der große Kalender aus dem Jahre 1932/33 ist ein weltliches Oratorium in vier Teilen für Sopran- und Bariton-Solo, gemischten Chor, Kinderchor, Orchester und Orgel von Hermann Reutter, dessen Schaffen als „entartet“ galt, obwohl er ein frühes NSDAP-Mitglied gewesen ist. Vom israelischen Komponisten Paul Ben-Haim stammt das Oratorium Yoram (1933).
Im Jahre 1936 schloss Jewgeni Kirillowitsch Golubew am Moskauer Konservatorium seine Studien mit dem Oratorium Die Sonnenwende nach lappländischen Volkstexten ab.
In Österreich schuf Franz Schmidt ebenfalls einen wichtigen Beitrag zur Gattung, der seit den 2000er Jahren wieder neu zur Aufführung gebracht wurde: Das Buch mit sieben Siegeln für Soli, Chor und Orchester, Text nach der Offenbarung des heiligen Johannes (komponiert zwischen 1935 und 1937; Uraufführung in Wien, 1938). Gleichfalls 1938 zur Aufführung kam Arthur Honeggers Oratorium Jeanne d’Arc au bûcher. Sodann gehört Michael Tippetts A Child of Our Time (1939–1941) zu den bekannten Oratorien der ersten Hälfte des 20. Jahrhunderts. Für Frankreich wichtig wurde das Oratorium Jeanne d'Arc à Orléans von Tony Aubin aus dem Jahr 1942.
In Frankreich gilt Georges Dandelots Oratorium Pax aus dem Jahr 1935 als dessen Hauptwerk. Darin verarbeitet er vor allem Erlebnisse aus dem Ersten Weltkrieg, die das Werk prägen. Igor Markevitch, der französische Komponist mit ukrainischer Herkunft, thematisierte das verlorene Paradies in seinem Oratorium Le Paradis Perdu, ein Werk aus den Jahren 1934 und 1935 mit einer Textgrundlage von John Milton.

#### Zeit des Nationalsozialismus und des Zweiten Weltkrieges
Zum Teil während der Zeit des Nationalsozialismus entstanden in München die Oratorien von Joseph Haas. Seine vier wichtigsten Werke der Gattung tragen die Titel: Die heilige Elisabet, Das Lebensbuch Gottes, Das Jahr im Lied und Die Seligen, die allerdings in der zweiten Hälfte des 20. Jahrhunderts bislang selten zur Wiederaufführung gelangten. Paul Höffer, der 1936 im Rahmen der olympischen Sommerspiele in Berlin eine Goldmedaille für ein Chorwerk überreicht bekommen hat, schrieb 1944 im Auftrag von Joseph Goebbels das Oratorium Mysterium der Liebe.
In der Schweiz schuf Willy Burkhard die Oratorien Das Gesicht Jesajas (1933–1935) und Das Jahr (1940–1941). Von Frank Martin stammt das bekannte Oratorium In terra pax (1944), das während des Zweiten Weltkriegs entstand und anlässlich dessen Ende veröffentlicht wurde. Dieses teilweise doppelchörige Werk hat sowohl einen französischen als auch einen deutschen originalen Text und enthält 12-tönige Passagen, die in Oratorien bis dato kaum eine Rolle spielten, von Martin aber auch bereits im 1942 uraufgeführten Le vin herbé eingesetzt wurden. Weitere Oratorien waren Golgotha (1949), Le Mystère de la Nativité (1959) sowie sein Requiem (1972).
In Österreich wurde 1938 das Oratorium Das Buch mit sieben Siegeln des Komponisten Franz Schmidt uraufgeführt. Schmidt vertonte akopalyptische Texte aus der Offenbarung des Johannes.
Unter dem Eindruck des Weltkrieges entstand 1946 Karl Schiskes Hauptwerk, das Oratorium Vom Tode opus 25, seinem Bruder Hubert gewidmet, der 1944 bei Riga gefallen war. Es wurde 1948 unter Karl Böhm im Wiener Konzerthaus uraufgeführt.

#### Nachkriegszeit und zweite Hälfte des 20. Jahrhunderts
Nach dem Zweiten Weltkrieg erfolgte ein Neuanfang in dieser Gattung mit Johannes Driesslers reichem oratorischem Schaffen. Zu nennen sind hier die größeren Werke: Dein Reich komme, op. 11 (1947/1948, Uraufführung 1950), De profundis, Op. 22 (1952), Der Lebendige, Op. 40. (1954–1956), Oratorien, die zum Teil opulent besetzt sind (Vokalsolisten, Kammerchor und großer Chor, Holzbläser, Blechbläser, Klavier, Schlagwerk) und Wege einer neuen Klangsprache in dieser Gattung suchen. Alexandre Tansman schuf 1950 Isaïe le prophète, ein Oratorium für Chor und Orchester. Gustav Adolf Schlemm führte im gleichen Jahr sein Oratorium Media in vita für Chor, Sopran, Alt, Bass-Soli und großes Orchester auf.
Heinz Wunderlichs Hauptwerk ist das szenische Osteroratorium Maranatha – Unser Herr kommt. Das Werk entstand 1953 und stellt die biblischen Ereignisse zwischen dem Ostermorgen und Christi Himmelfahrt dar. In ähnlicher Richtung setzte Heinrich Vogel sich mit Christus auseinander: Christus Triumphator entstand als Oratorium 1960; allerdings ist dies ein Oratorium, das mehr durch seine Sprechchöre Wirkung erzielt. Kurt Fiebig schuf 1954 ein Osteroratorium als Großform. Grundlage ist das letzte Kapitel des Lukas-Evangeliums für Solisten und drei Chöre a cappella.
Das Jahr, ein Oratorium nach einer Dichtung von Emil Hecker, schuf Hans Friedrich Micheelsen. Günter Bialas vertonte 1961 Im Anfang – Schöpfungsgeschichte nach Martin Buber für drei Echostimmen, Chor und Orchester. Klaus Huber arbeitete zwischen 1959 und 1964 am Oratorium Soliloquia für Soli, zwei Chöre und großes Orchester. Grundlage bildeten dabei Texte von Aurelius Augustinus.
Theophil Laitenberger stellt Bezüge zur biblische Prophetengestalt Jeremia her: Zeit des Jeremia (1972), ein groß besetztes Oratorium für Bariton, großen und kleinen Chor, Flöten, Klarinette, Fagott, Trompete, Pauke, Streicher und Orgel. Max Baumann gestaltete das Thema Auferstehung (op. 94, 1980) in einem groß angelegten Oratorium mit Texten aus der Heiligen Schrift (für Sopran, Bariton, Bass, Sprecher, Sprecherin, Sprechchor, Chor und großes Orchester).
Der Komponist Giselher Klebe schrieb im Auftrage des Rheinischen Merkurs und der Stadt Bonn ein Weihnachtsoratorium, in dessen Mittelpunkt der Text Die Kunde von Bethlehem von Heinrich Böll steht. Das siebzigminütige Werk für Mezzosopran, Bariton, Sprecher, gemischter Chor und großes Orchester wurde 1989 im Rahmen der 2000-Jahr-Feier der Stadt Bonn in der Bonner Beethovenhalle uraufgeführt.
Im weltlichen Bereich gab es ebenfalls einen interessanten Neubeginn: Paul Dessau komponierte 1943 bis 1947 gemeinsam mit dem Dramatiker Bertolt Brecht sein großes Oratorium Deutsches Miserere für gemischten Chor, Kinderchor, Soli, großes Orchester, Orgel und Trautonium, welches aber erst am 20. September 1966 im Rahmen der Tage zeitgenössischer Musik und des Internationalen Musikwissenschaftlichen Kongresses der Gesellschaft für Musikforschung in Leipzig unter der Leitung von Herbert Kegel uraufgeführt wurde. Unter dem Regime von Josef Stalin schrieb Dmitri Dmitrijewitsch Schostakowitsch 1949 das Oratorium: Das Lied von den Wäldern (op. 81), Sergei Sergejewitsch Prokofjew 1950 das Oratorium: Auf Friedenswacht (op. 124). Mit der Gattung Oratorium setzte sich der Österreicher Johann Nepomuk David auseinander. Er schuf 1957 das Ezzolied, ein Oratorium für Soli, Chor und Orchester (op. 51).
In der ihm eigenen Tonsprache schrieb Hans Werner Henze das Oratorium Das Floß der Medusa (Fertigstellung 1968), das die Gattung endgültig aus dem Raum der Kirche hinausführte. Ähnliches gilt für das Schaffen von Milko Kelemen, insbesondere für sein Oratorium Salut au Monde, das wegen seiner Schwierigkeit und seiner großen Besetzung weltweit erst dreimal (Stand 2005) aufgeführt wurde. Wolfgang Rihm schuf 1984 das Oratorium Dies für vier Singstimmen, zwei Sprecher, Kinderchor, Sprechchor, gemischten Chor, Orgel und Orchester. Die Texte stammen dabei aus dem Graduale und der Vulgata sowie von Leonardo da Vinci. Es wurde 1986 in Wien uraufgeführt.
Helmut Bieler schuf das Oratorium Der Ackermann aus Böhmen mit einem Libretto von Dietrich W. Hübsch (nach dem gleichnamigen Werk des Johannes von Tepl) für Sprecherin, 2 Sprecher, Alt, Bariton, Orgel, Synthesizer, Percussion und Tonband (1977, revidiert 1982). Die Uraufführung war 1977 in Bad Hersfeld. Jürg Baur komponierte 1996 sein Oratorium Perché nach Gedichten von Giuseppe Ungaretti.
Gegen Ende des 20. Jahrhunderts schrieb Oskar Gottlieb Blarr zwei Oratorien über Jesus: Jesus – Geburt. Weihnachtsoratorium (1988/1991) und das Oster-Oratorium (1996). Violeta Dinescu hat ein Pfingstoratorium für fünf Solisten, gemischten Chor und Kammerorchester geschaffen (1993). Bertold Hummel schuf mit seinem Hauptwerk Der Schrein der Märtyrer (1989) ein großdimensioniertes Oratorium, das mit Evangelientexten, irischen und lateinischen Gebeten den ursprünglichen Sinn der Genrebezeichnung zu erfüllen vermag. International viel beachtet wurde Tom Johnsons Bonhoeffer-Oratorium (1998), das zahlreiche europäische und amerikanische Aufführungen erlebte. Dem abendfüllenden Werk ging zeitlich das kleinere Oratorium Trinity (1978) voraus, das den Schöpfer, den Gottessohn und den Heiligen Geist thematisiert. Steve Reich entdeckte einerseits seine jüdischen Wurzeln wieder, andererseits öffnete er sich zahlreichen neuen Mitteln einer neuen Tonsprache am Ende des 20. Jahrhunderts. Davon zeugt  The Cave, multimedia oratorio in three parts, das 1990 bis 1993 entstand und große Verbreitung fand.
Heinz Martin Lonquich schuf zwei Oratorien Das Schweigen des Johann von Nepomuk (1991) und Auf dem Rand der Mauer (1993). Ein Weihnachtsoratorium (1995–1996) mit Textgrundlage von Dietrich Mendt schuf Matthias Drude; daneben das Kammeroratorium Von den Mühen der Heimkehr, das nach Motiven des Alten Testaments (Buch Esra) Bezug auf die deutsche Wiedervereinigung nimmt. Seine Uraufführung war 2000 in Halle (Saale) aus Anlass des 10. Jahrestages der Deutschen Einheit.
Im Bereich der geistlichen Popularmusik machte sich der Liedermacher und Kantor Siegfried Fietz mit der Schaffung von Oratorien (und ihrer Einspielung) einen Namen. Zu erwähnen sind sein Paulusoratorium, Petrusoratorium, Johannesoratorium und sein Lutheroratorium. Die Bewahrung der Erde vor ihrer Zerstörung durch den Menschen ist Gegenstand eines Oratoriums von Georg Reuter, das dieser am Ende des Jahrhunderts komponierte: Lied für die Erde (1994) und eines Oratoriums von Krzysztof Meyer: Schöpfung (1999).

#### Deutsche Demokratische Republik
Wichtig für die Musikgeschichte der DDR wurde das große politische Oratorium von Günter Kochan: Das Friedensfest oder die Teilhabe. Oratorium für Sopran, Tenor, Bass und zwei Orchester (1978). Der Komponist Paul Kurzbach schuf ein Jahr vor der Wende das Oratorium Der blaue Planet (1988).

#### Schweiz
In Weiterführung der Tradition der schweizerischen Oratorienkomposition seit Volkmar Andreae, Hans Huber, Hermann Suter und Arthur Honegger schrieben Albert Jenny (Dem Unbekannten Gott (1956), Das Lied von der Schöpfung (1960) und Der grosse Kreis (1973)) sowie Hermann Haller (Hiob (1974) für Sopran, Bariton, gemischten Chor, Orgel und Orchester) Oratorien.

#### Italien
In Italien gab es Komponisten, die Beiträge zur Gattung beisteuerten. Carlo Pedini schuf 1993 als Auftragswerk der RAI das Oratorium Il Mistero Jacopone, das in Turin vom Symphonieorchester der RAI unter Karl Martin uraufgeführt wurde.

#### Estland
Ein Weihnachtsoratorium (Jõuluoratoorium) schuf 1992 der Komponist Urmas Sisask.
Eine Johannespassion in lateinischer Sprache unter dem Namen Passio Domini nostri Jesu Christi secundum Joannem für Soli, gemischten Chor, Instrumentalquartett und Orgel schuf 1982 der international bekannte Komponist Arvo Pärt.

#### Israel
Karel Salmon schuf das Oratorium Shir Hatekuma (englisch: The Song of Affirmation). Der hebräischen Textbearbeitung von Avigdor Hameiri liegt ein Text von Moshe Yakov Ben Gabriel zugrunde.

### 21. Jahrhundert

#### Deutschland
Für die Weiterentwicklung der Gattung Oratorium seit den 2000er Jahren ist Hans Georg Bertram zu nennen. Sein Hioboratorium (2001) und sein Schöpfungsoratorium (2005) verbinden die alte Gattung mit der Moderne und ihren neuen Mitteln. Ebenfalls an der Jahrhundertschwelle findet sich John Coolidge Adams mit seinem El Niño – A Nativity Oratorio (1999–2000). Hanno Haag schrieb Franziskus, ein Oratorium für Sopran, Sprecher, dreistimmigen Chor, Flöte, Horn, Streicher und Schlagzeug, opus 62 (2001). Wolfgang Pasquay komponierte ein Friedensoratorium. Oratorium gegen den Krieg nach Worten von Erasmus von Rotterdam und Bertolt Brecht (zunächst unter dem Titel Erasmus-Oratorium; vollständige Fassung 2003).
Im Bereich der geistlichen Popularmusik bezeichnete Gregor Linßen sein Oratorium Die Spur von morgen (1998) als NGL-Oratorium, weil es aus der Fülle der musikalischen Wurzeln des Genres NGL (Neues Geistliches Lied) schöpft. Zusammen mit den Oratorien ADAM (2002) und Petrus und der Hahn (2007) bildet es die Oratorien-Trilogie Rede und Antwort. Der katholische Kantor und Komponist Thomas Gabriel machte sich mit der Schaffung von Oratorien (und ihrer Einspielung) einen Namen. Zu erwähnen sind seine Oratorien Emmaus (2002), Bonifazius (2004) und Kreuzweg (2006). Auf evangelischer Seite ist Klaus Heizmann zu nennen. Seine Oratorien sind Israel Schalom (1988), Jerusalem Schalom (1994), Das Licht leuchtet in der Finsternis (1998), Aus der Finsternis ins Licht (2007), David-Oratorium (2010).
Ende und Anfang ist der Titel eines Bonhoeffer-Oratoriums für Sopran, Tenor, Bass, Violine, Klavier, Orgel, Blechbläser und Schlagwerke, das der Tübinger Kantor und Komponist Gerhard Kaufmann geschrieben hat. Es entstand anlässlich des runden Geburtstages von Dietrich Bonhoeffer im Jahre 2006 und steht in einer Auseinandersetzung mit den Ereignissen des sogenannten Dritten Reiches. Gleichzeitig stellt das Werk Fragen an die Gegenwart, schon im Eingangschor: Wer hält stand?
Matthias Nagel schuf 2002 ebenfalls ein Oratorium über Dietrich Bonhoeffer, das er als Liedoratorium bezeichnete. Ein großes oratorisches Werk legte Wolfram Graf vor: Auferstanden. Ein Oster-Mysterien-Oratorium (op. 166; 2006–2008) für zwei Sprecher, Soli, Chor, Kinderchor, Orgel und Orchester. Das Libretto stellte Wolfram Graf nach Texten aus dem Alten und Neuen Testament, apokryphen Zusätzen zum Buch Esra sowie von Wladimir Solowjow, Fjodor Dostojewski, Christian Morgenstern, Dante Alighieri, Hans Scholl, Dietrich Bonhoeffer selbst zusammen.
Matthias Drude komponierte Für Deine Ehre habe ich gekämpft, gelitten – Stationen der Passion Jesu (2000), das Schöpfungsoratorium Alles was atmet, lobe den Herrn (2003/04), das Osteroratorium Auf – er – stehen (2009/10) und das Pfingstoratorium Vom Geist der Vielfalt (2013/14), alle nach Texten von Hartwig Drude, sowie das Passionsoratorium Wir können mit dir unser Leben wagen (2014/15) nach einem Text von Detlev Block.
Das Schöpfungsoratoriums Mit allen Augen, welches die Schöpfungsgeschichte mit der Naturzerstörung konfrontiert, schuf die Münsteraner Kantorin und Komponistin Jutta Bitsch (* 1969). Es wurde 2014 in Münster uraufgeführt.
Im Auftrag des Bistums Limburg schrieb Helmut Schlegel 2016 den Text für das Oratorium Laudato si’ / Ein franziskanisches Magnificat mit Musik von Peter Reulein. 2016 entstand als Auftragswerk der Stiftskirchengemeinde Landau in der Pfalz das Passionsoratorium Jerusalem op. 90 von Gunther Martin Göttsche. Es beruht ausschließlich auf Bibeltexten in der Übersetzung Martin Luthers, nimmt formal die Tradition der oratorischen Passionen auf, geht aber in einer gemäßigt modernen Tonsprache eigene Wege.
Ein weltliches Oratorium komponierte Lothar Graap im Jahr 2000 zu einem Text von Arnim Juhre ein Oratorium zum Reichstagsbrand 1933 mit dem Titel Eines Tages müssen wir die Wahrheit sagen. Moritz Eggert schrieb 2005 auf Texte von Michael Klaus ein Fußballoratorium mit dem Titel Die Tiefe des Raumes zur Fußballweltmeisterschaft 2006.
Esther Hilsberg komponierte im Jahr 2005 das chorsymphonische Oratorium Dantes Inferno und der Weg ins Paradies nach Dante Alighieri Divina Commedia, welches im Konzerthaus am Gendarmenmarkt Berlin uraufgeführt wurde. Mit dem Weihnachtsoratorium folgte im Jahr 2010 ein weiteres Oratorium von Esther Hilsberg, welche ebenfalls im Konzerthaus am Gendarmenmarkt uraufgeführt wurde. Es erzählt nicht nur die altbekannte Weihnachtsgeschichte, sondern legt einen besonderen Wert auf die Emotionen der Figuren wie Herodes, Josef oder Maria und lässt den Zuhörer damit die Weihnachtsgeschichte ganz neu erleben.
Gefördert durch das Stipendienprogramm Neustart Kultur entstand im Jahr 2022 "Antonio, das Lyrik-Oratorium vom Licht". Der Komponist Sebastian Paul Rehnert (* 1988) vertonte dabei Texte der österreichischen Lyrikerin Ingeborg Gossel-Pacher. Die Uraufführung fand am 8. August 2024 in der Marienkirche Pirna statt.

#### Belgien
Pierre Bartholomée schuf 2001 das Ludas Sapiente Oratorium (nach einem Libretto von Nicolas Blanmont).

#### England
Paul McCartney hat zwei Oratorien geschrieben, Paul McCartney’s Liverpool Oratorio (1991) und Ecce Cor Meum (2006). Phil Minton schuf das Chor-Oratorium Songs from a Prison Diary, das auf Texten Ho Chi Minhs beruht.

#### Estland
Arvo Pärt schuf 2009 das Oratorium Adams Lament für vierstimmigen gemischten Chor und Streichorchester. Das Klagelied Adams entstand als Auftragswerk im Namen der Kulturhauptstädte Istanbul und Tallinn und wurde anlässlich einer Ehrung Arvo Pärts für sein Lebenswerk durch den türkischen Staatspräsidenten Abdullah Gül und den estnischen Präsidenten Toomas Hendrik Ilves in der Hagia Eirene in Istanbul im Juni 2010 uraufgeführt.

#### Israel
Lior Navoks Werk And the Trains Kept Coming... ist ein Oratorium aus dem Jahre 2007 für Tenor, Bass-Bariton, Knabensopran, Chor und Orchester und setzt sich mit dem Thema des Holocaust auseinander.

#### Österreich
In Österreich trat Lorenz Maierhofer hervor mit biblischen Oratorien; unter anderem schuf er IM ANFANG WAR DAS WORT / IN THE BEGINNING WAS THE WORD, ein Oratorium nach dem Prolog zum Johannes-Evangelium für gemischten Chor, Sopran- und Bariton-Solo, Solo-Violine, Orgel und Streicher; er gab das Werk in deutscher und englischer Sprache heraus. Die Erstaufführung war 2009 in Graz.
Zur Aufführung eines Engels-Oratoriums – de sanctis Angelis für großen Chor, Solisten, Blechbläser, Schlagwerk, Orgel, Synthesizer, Contrabass nach Texten von Rainer Maria Rilke, Friedrich Nietzsche und Bibel im Jahr 2005 kam es beim Festakt der Republik Österreich zum 50-jährigen Jubiläum des Staatsvertrages. Schöpfer des Werkes ist der österreichische Komponist Franz Xaver Frenzel.
Ein Litanies – Oratorium nach Texten von Franz von Assisi und Teilhard de Chardin für Alt, Tenor und Bariton, gemischten Chor und großes Orchester schuf der Feldkircher Musikpädagoge und Hochschullehrer Bruno Oberhammer.
Ebenfalls in Österreich wirkt Klemens Vereno mit reichem Oratorienschaffen. Zu nennen ist sein Werk Jetzt fangen wir zum Singen an, ein Oratorium zum Salzburger Adventsingen des Jahres 2006.
Am 7. Oktober 2011 wurde in der Pfarrkirche Brixen-Milland, Brixen, Genesis – Oratorium für Sopran, Bariton, vier-bis achtstimmigen Chor, 2 Hörner, Streicher und Schlagzeug von Franz Baur uraufgeführt. Der Komponist verwendet Texte aus dem Alten Testament (bzw. dem Tanach), stellt aber zunächst an den Beginn die Erzählung von der Entstehung der Welt aus dem Evangelium nach Johannes; der Komponist folgt dem siebenteiligen Erzählablauf der Genesis. Den Bibeltext hat Baur mit Texten von Empedokles, Melchior Vulpius, Michael Schirmer, Joachim Neander, Jesaja und Heinrich von Kleist kommentierend ergänzt. Der Komponist, der „immer schon ein Faible für Oratorien“ hatte, interessierte sich für „die großen oratorischen Werke […] von Johann Sebastian Bach, Georg Philipp Telemann, Dietrich Buxtehude, Joseph Haydn und Felix Mendelssohn“ nicht so sehr aus religiösen Gründen, sondern „wegen der musikalischen Möglichkeiten einer ‚Oper ohne Szene‘, in der Text und Musik im Vordergrund stehen.“ Baur verwendet keine einheitliche Kompositionstechnik. Jeder Tag seines Oratoriums ist „von einer [sic] oder mehreren speziellen Techniken geprägt. So entsteht ein großer Stilpluralismus, der zum Beispiel Aleatorik, Klangflächen und Zwölftontechnik beinhaltet.“
Am 11. Dezember 2011 fand in der Pfarrkirche Niederkappel die Uraufführung des Weihnachtsoratoriums – Das Wort ward Fleisch – Die Geburt Christi op. 11 von Michael Stenov statt. Vom gleichen Komponisten stammt das Osteroratorium – Auferstehung op. 73, das am 10. Mai 2018 in der Pfarrkirche St. Peter in Linz/Spallerhof uraufgeführt wurde.

#### Schweden
Am 18. Dezember 1998 fand in Stockholms Berwaldhalle die Uraufführung von Dante Anarca Oratorium für Sopran, Alt, Tenor, Bass, gemischten Chor und Orchester statt. Anders Eliasson verwendete für die 84-minütige Komposition als Grundlage das Prosagedicht Dante Anarca e i suoi sei maestri (Dante Anarca und seine sieben Lehrmeister) des italienischen Gelehrten und Dichters Giacomo Oreglia.

#### Schweiz
Thomas Fortmann schuf ein Franziskanisches Oratorium (1981/82–2005). 2016 komponierten Elia Rediger und William Britelle das Bühnenprojekt LSD-Oratorium mit dem Titel Oh Albert zur Aufführung mit der Basel Sinfonietta, thematisiert wird die Droge LSD des Entdeckers Albert Hofmann.

#### Amerika
Richard Einhorn schuf 2008 das Oratorium The Origin, ein Werk, das von Charles Darwins Leben und Werk inspiriert wurde. 2012 war die europäische Erstaufführung in Bremen.

## Weitere Formen

### Abendmusiken
Die ab Mitte des 17. Jahrhunderts von den Organisten der Lübecker Marienkirche (Tunder, Buxtehude) für die gleichnamige Konzertveranstaltungsreihe komponierten Abendmusiken werden als Untergattung den Oratorien zugerechnet.
Ab etwa 1960 lassen sich neue Formen des Oratoriums beobachten.

### Kinderoratorium
Hinter dem Begriff „Kinderoratorium“ verbirgt sich ein oratorisches Werk, das entweder von Kinderchören aufgeführt werden kann oder einen kindergerechten Inhalt bietet. Hier greift die oben bereits angedeutete Unterscheidung zwischen „Singspiel für Kinder“ (szenisch) und „Kinderoratorium“ (konzertant). Davon zu unterscheiden ist der Begriff „Kindermusical“ (siehe entsprechende Erläuterungen zu diesem Begriff unter Musical).
Beispiele:
- Paul Burkhard: Kinder-Oratorium Zäller Wienacht, 1960; große Verbreitung in der Schweiz
- Holger Hantke: Die Weihnachtsgeschichte für Kinder. Oratorium für Soli, Kinderchor, Blockflötenquartett, Querflöte, Streichquartett und obligate Orgel, 1999
- Chris Seidler: Kinderoratorium 7 Himmel (interreligiöses Werk)

### Oratorische Passion und Passionsoratorium
Speziell im Blick auf das Leiden Jesu und im Zuge der musikalischen Umsetzung des Passionsberichtes der vier Evangelien des Neuen Testaments bildete sich die Untergattung Oratorische Passion und später dann das Passionsoratorium.

### Geistliches Drama
Unter einem Geistlichen Drama („dramma sacro“) versteht man ein Oratorium mit Bühnenbild. Ein Beispiel dafür ist Johann Simon Mayrs zweiaktige Atalia. Sie wurde während der Fastenzeit 1822 am Teatro San Carlo in Neapel uraufgeführt und zählt wie Rossinis Ciro in Babilonia (1812) und Mosè in Egitto (1818) oder Donizettis Il diluvio universale (1830) zum Typus der „Fastenoper“. Die italienischen Opernhäuser blieben damals während der Passionszeit geschlossen oder mussten sich auf biblische Themen beschränken. Die Meinungen, ob diese Werke eher als Opern oder als Oratorien zu bezeichnen sind, divergieren.

### Szenisches Oratorium und Opern-Oratorium
Im Grenzbereich zwischen Oper und Oratorium ist das Szenische Oratorium als Untergattung angesiedelt. Hier sind Alfred Koerppen mit dem szenischen Oratorium Der Turmbau zu Babel für vier Soli, Männerchor und großes Orchester (1951) und Wolfgang Schoor mit dem Werk Ein Denkmal für Dascha (Text: Paul Wiens) für zwei Soli, zwei gemischte Chöre und großes Orchester (1958/60) zu nennen. Cesar Bresgen schrieb 1951 das Oratorium Visiones amantis (Der Wolkensteiner – Ludus tragicus in sechs Bildern nach Dichtungen und Weisen des Oswald von Wolkenstein für Solostimmen, Sprecher, gemischten Chor und Orchester). Halb-szenisch wurde es 1952 aufgeführt, die szenische Uraufführung war 1971.
Es kommt aber auch vor, dass ein Oratorium nachträglich durch zurückhaltende Regie in Szene gesetzt wird (durch Kulisse, Geste, Kostüme), ohne dass der Komponist das intendiert hat. Oratorische Szenen schuf Georg Katzer mit seinem Werk Medea in Korinth nach einem Libretto von Christa Wolf im Jahre 2002.
Opern-Oratorium in zwei Teilen nennt sich eine Gattung bei Darius Milhaud. Dessen Werk Saint-Louis roi de France von 1970 befindet sich dabei ebenfalls auf dem Grad zwischen Oper und Oratorium. Die Uraufführung war am 18. März 1972 in Rom; szenisch erfolgte sie am 14. April 1972 in Rio de Janeiro (Theatro Municipal).
Christiane Michel-Ostertun schuf 2016 im Vorfeld des Reformationsjubiläums ein Werk zu Martin Luther: Martin Luther - Oratorium für szenische oder konzertante Aufführung für 4 Solisten, 1 bis 3 Chöre, Kammerorchester, Posaunenchor mit Jungbläsern, Blockflötenensemble und Orgel.

### Ballettoratorium
Bereits 1932 kombinierte Józef Koffler den Tanz und das Oratorium und komponierte ein Ballett-Oratorium für Tänzer, Sopran und Bariton solo, Chor und Orchester (op. 15). Dieter Schnebel schuf 1992 bis 1994 ein Werk für diese spezielle Gattung mit dem Titel Totentanz. Dieses Ballettoratorium ist konzipiert für zwei Sprecher, Sopran, Bass, Chor, Orchester und Live-Elektronik.

### Volksoratorium
Der Ausdruck Volksoratorium bezeichnet ein Oratorium für und über das Volk.

### Pop-Oratorium
Ein Oratorium mit dieser Gattungsbezeichnung zeigt an, dass es explizit zum Musikstil der Popularmusik gerechnet werden möchte.
Beispiele:
- Peter Maffay (Musik), Michael Kunze (Text) unter Verwendung einer Idee von Novalis mit Liesbeth List (Solistin) und weiteren Mitwirkenden: Die Blaue Blume. Ein Pop-Oratorium, 1972
- Johannes Nitsch, Helmut Jost: Ewigkeit fällt in die Zeit – Ein Pop-Oratorium zur Christusgeschichte, 1989
- Gerhard Schnitter Weihnachts-POPratorium – Licht im Dunkel 1996. In ähnliche Richtung geht Schnitters sogenanntes 'WeihnachtsCHoratorium' mit dem Titel Das Weihnachtswunder, 2009
- Helmut Hoeft (Musik) und Wolfgang Fietkau (Text): Unterwegs: Haltestelle Gegenwart – Vom Seiltanz zwischen Engeln und Quälgeistern. Ein Pop-Oratorium, 2001
- Michael Benedict Bender: King Dave. Pop-Oratorium (ohne Jahresangabe).
- Klaus Heizmann: Israel Schalom Oratorium, 1988 und DAVID-Oratorium – König – Sänger und Poet, 2009
- Gerd Schuller (Musik) und Sarah Hucek (Text): Paulus Auftragskomposition der Katholischen Jugend Steiermark im Paulusjahr 2008/2009

Den Schritt ins Gigantische schaffte das Pop-Oratorium Die 10 Gebote von Dieter Falk und Michael Kunze, das teilweise als Musical dargeboten wurde. 9.000 Zuschauer in der vollbesetzten Dortmunder Westfalenhalle verfolgten im Januar 2010 die Uraufführung. Laut Veranstalter waren 2700 Mitwirkende vor und hinter der Bühne beteiligt.
Kleiner dimensioniert ist das Pop-Oratorium Ich bin – Jesus in Wort und Wundern der Neuapostolischen Kirche von Sigi Hänger und Christoph Oellig, dessen Libretto Jürgen Deppert und das Textbuch samt Rahmenhandlung Benjamin Stoll schuf. Bei der Premiere am 1. Juni 2013 in der Dortmunder Westfalenhalle und bei der Aufführung am 14. Juni in der O2 World Hamburg wirkten mehr als 1.500 jugendliche Sänger im Chor, das Jugend-Sinfonieorchester der Neuapostolischen Kirche Nordrhein-Westfalen sowie weitere Musiker und Darsteller mit. Verschiedene Stilrichtungen von Rock über Blues bis hin zu Balladen und Gospel kommen zum Tragen.

### Rock-Oratorium
Dieser Oratorienstil arbeitet mit der Tonsprache und den Mitteln der Rockmusik.
Beispiele:
- Hans-Jörg Böckeler: Credo. Rockoratorium nach dem „Kevelaerer Kredo“ von Wilhelm Willms (1991)
- Thomas Gabriel: Daniel
- Imants Kalniņš: Kā jūra, kā zeme, kā debess (lettisch, deutsche Übersetzung: Wie das Meer, wie die Erde, wie der Himmel) ab 1984.
- Tobias Seyb, Richard Geppert: Moses (1985)
- Gamma Skupinsky: E=mc².
- Guntram Pauli u. a.: Rock Requiem
- Schmetterlinge (Band): Proletenpassion

## Forschungsgeschichte
Arnold Schering habilitierte sich 1907 an der Universität Leipzig mit der Schrift Die Anfänge des Oratoriums, die er 1911 in erweiterter Form unter dem Titel Geschichte des Oratoriums publizierte. Diese erste systematische Darstellung der Gattung bildete die Grundlage für alle weiteren musikgeschichtlichen Darstellungen des Themas im 20. Jahrhundert.
Günther Massenkeil promovierte 1952 in Mainz mit einer Arbeit über Giacomo Carissimi (Die oratorische Kunst in den lateinischen Historien und Oratorien G. Carissimis).